# 河南省
河南省，简称“豫”，位于中国中部，华中地区偏北，是中华人民共和国一级行政区。河南省承东启西，古称“天地之中”，被视为中国之处、天下之枢。因其大部分土地位于黄河中下游以南地区，故名“河南”。河南省省会是郑州市，位于河南省中部偏北。
河南省是中国经济自东向西梯次推进发展的中间地带，以河南省为主体的中原经济区是中国经济增长的重要版块，以其为核心的中原文化是中华文化的重要源头和核心组成部分。河南省资源丰富，是全国农产品主产区和重要的矿产资源大省。人口众多，是全国人口大省，劳动力资源丰富，消费市场巨大。农业在中国处于领先地位，是全国农业大省和粮食转化加工大省。因区位优越，高速铁路交通网与航空交通线发展迅速，该省已成为中国重要的综合交通枢纽和人流物流信息流中心。省人民政府驻郑州市金水区金水东路22号。
河南地势西高东低，北部、西部、南部分别分布着太行山、伏牛山、桐柏山和大别山，中部和东部为大面积的冲积平原，西南部为南阳盆地。黄河穿北境而过，淮河水系和海河水系以及汉水的支流丹江也流经河南。
全省面积16.7万平方公里，面积排名全国第17位。人口9,936万，仅次于广东和山东位列中国大陆第三位。2018年全省生产总值48,055.86亿元人民币，位居中国大陆地区第五位，中西部省份首位。河南是中国第五大省级经济体，也是内陆省份中最大的经济体，截至2021，河南的名义GDP为5.88万亿元人民币（9260亿美元）。其经济基于铝和煤炭价格，以及农业、重工业、旅游业和零售业，经济继续增长。高新技术产业和服务业集中在郑州和洛阳。

## 名称由来
河南简称为“豫”，源于夏禹。大禹治水成功后划天下为九州，称中原地区为豫州，这便是河南简称“豫”的来历。《周礼·职方》中对豫的解释是：“河南曰豫州，豫州在九州之中，言常安逸”。又云：「禀中和之气，性理安舒，故云豫也。」近代学者又称“豫”字与上古时期人类为指导农耕生产，仰观天象，制订历法有关。所谓“凡大皆称豫”、“惟天为大”。《甘石星经》中说：“填星，主嵩山，豫州。”填星，即镇星、土星。《史记·天官书》云：“填星之位，曰中央土，主季夏。”这样一来，豫州、填星、五行之土便一一对应起来。
在5000-4000年前，河南为中国九州中心之豫州，河南省是中国传统地理概念中“中原”的主体，又有“中州”、“豫州”、“中土”、“中夏”、“华夏”、“中华”之称，“中国”一词源自河南省洛阳市。

## 历史
河南，史称中原，是华夏文明的重要发祥地之一和中国历史的核心区域之一。
洛阳（十三朝古都）、开封（七朝古都）、商丘（七朝古都）、安阳（七朝古都）、以及郑州（五朝古都）都是著名的千年古都。河南在国务院截至2007年5月6日颁布的109个历史文化名城中占据了8个，居全国第二。夏代在偃师二里头（今河南洛阳偃师）建都，后迁都阳城（今河南郑州登封），后迁都阳翟（今河南禹州），商代在亳（今河南商丘附近）建都，后来迁到“殷”（安阳），遂称殷商。以后许多朝代在洛阳建都。每当中国内乱时期，群雄“逐鹿中原”，河南是必争之地，“中国”的名称就来源于中心位于中原地带的国家。

### 先秦时期

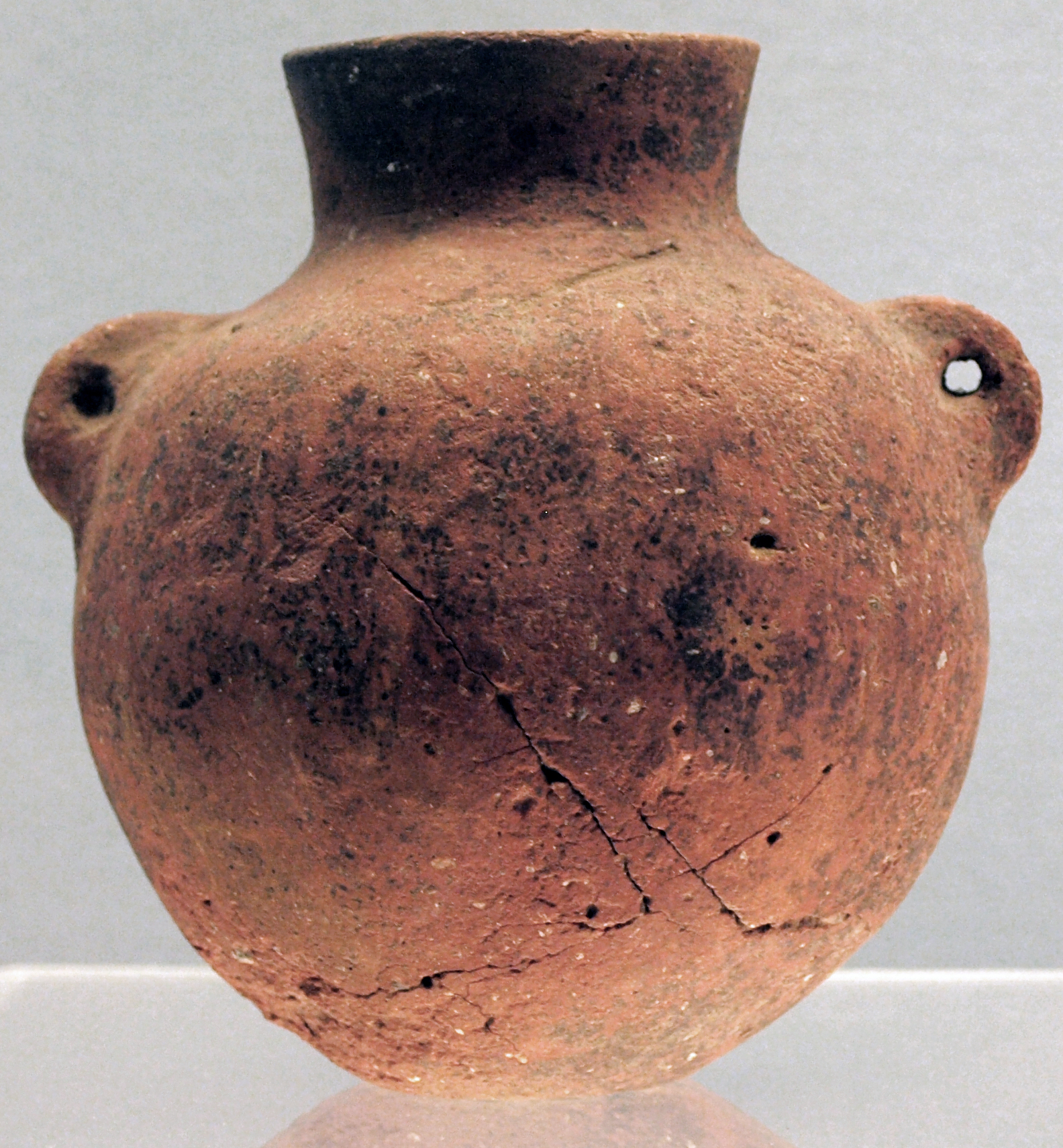
裴李岗文化中国早期新石器文化，发现于中国新郑裴李岗

在远古新石器時代早期，在中國黃河中游流域的中原地区就有多种形式的文化发源和发展，现考古发掘出的有裴李岗文化和贾湖文化。
新石器時代早期的裴李岗文化的年代在距今约9000年前至7000年前之间，由于最早在河南郑州新郑的裴李岗村发掘并认定而得名。该文化的分布范围，以新郑为中心，东至河南东部，西至河南西部，南至大别山，北至太行山。重要遗址还包括临汝中山寨遗址、长葛石固遗址等。
贾湖遗址是9000年前至7700年前的新石器時代文化遺址，位於漯河市舞陽縣北舞渡镇西南1.5公里的贾湖村，面積约55,000平方米，于1979年秋贾湖村民修筑护村堤期间，村小学师生在取土坑内开荒种地时发现。贾湖文化是中国历史长河中第一个具有确定时期记载的文化遗存，是“人类从蒙昧迈向文明的第一道门槛”。作为9000年前人类文化的象征，贾湖文化是人类音乐史上的一个重要里程碑。

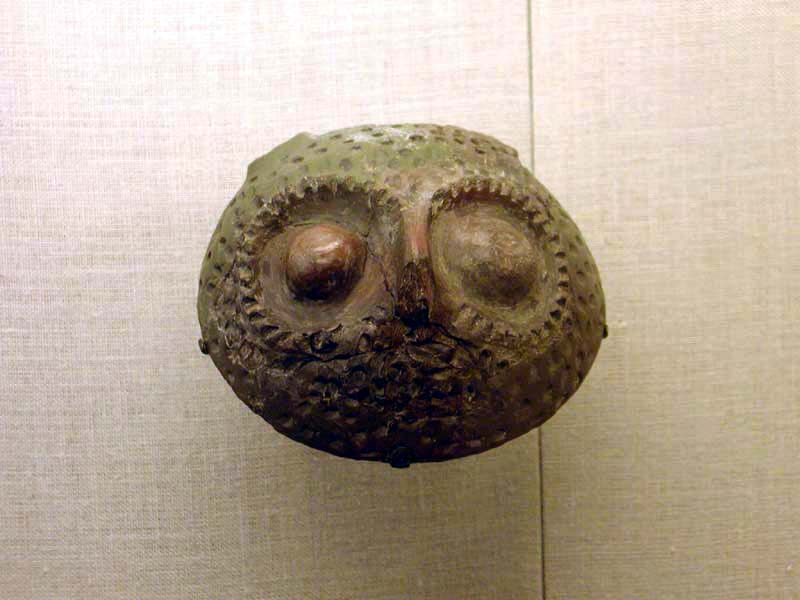
中国仰韶文化 鸮面像，仰韶文化庙底沟类型陶器

仰韶文化是中国黄河中游地区重要的新石器時代文化，持续时间大约在距今约7000年前至5000年前，分布在整个黄河中游从今天的甘肃省到河南省之间。1921年由瑞典考古学家安特生在河南三门峡地区渑池的仰韶村发现，这一发现成为中国现代考古学诞生的起始点。今天在中国已发现上千处仰韶文化的遗址，其中以陕西省为最多，是仰韶文化的中心。仰韶文化的名称来源于其第一个发掘地—河南省三门峡市渑池的仰韶村遗址。
龙山文化处于中国新石器时代晚期，泛指中国黄河中、下游地区约新石器时代晚期的文化遗存，铜石并用时代文化。因首次发现于山东历城龙山镇（今属章丘）而得名，距今约4350年─3950年。分布于黄河中下游的山东、河南、山西、陕西等省。大汶口文化出现的快轮制陶技术在这一时期得到普遍采用，磨光黑陶数量更多，质量更精，烧出了薄如蛋壳的器物，表面光亮如漆，是中国制陶史上的鼎峰时期。
自龙山遗址发现以来，考古学家分别在河南、陕西、山西、湖北等地发现了这一时期的文化遗存。但因其文化面貌不尽相同，所以又分别命名为河南龙山文化、陕西龙山文化、湖北石家河文化、山西陶寺类型龙山文化，通称之为龙山时代文化。其中河南的淮阳、登封、郾城、辉县有夏代龙山文化城堡遗址。这一时期文化的最显著的特征便是城址的发现。如在山东地区，除城子崖龙山城址之外，还有日照尧王城遗址，寿光边线王城址，阳谷、东阿、茌平三县发现的八座城址，临淄田旺村城址等。在河南则发现有淮阳平粮台城址、登封王城岗城址、郾城郝家台城址、辉县孟庄城址等。

二里头文化遗址分布

二里頭文化遺址分布

二里头文化是中国跨越新石器时代和青铜时代的文化，以河南洛阳偃师二里头村的二里头遗址而得名。时间为大约从前21世纪到前17世纪，地域范围为河南中、西部的郑州、洛阳附近和伊河、洛河、颍河、汝河等流域以及山西南部的汾河下游一带。1952年，河南登封的玉村遗址被发现，这是最早发掘的二里头文化遗存，当时并未对此类型的文化进行命名。该文化因1956年发掘郑州洛达庙遗址而曾一度被命名为“洛达庙类型”。1959年起发掘二里头遗址以后，由于其更具典型性，因此这种类型的遗存便被更名为“二里头文化”。
目前二里头文化已经发现近百处遗址，有洛阳东干沟、矬李、东马沟，陕县七里铺，临汝煤山、郑州洛达庙等。
夏朝（前21世纪 - 前16世纪）也以今河南为中心，中国史书记载的最古老的部落联盟国家，中国史上最早的世袭王朝。它经历多次迁都，由偃师二里头（今洛阳偃师）建都，后迁都阳城（今郑州洛阳登封），后迁都阳翟（今禹州）。
商朝（前16世纪 - 前11世纪）也以今河南为中心，它的主要都城殷，就位于今天的安阳。商代从盘庚到帝辛（纣），在安阳殷墟建都达二百七十三年，安阳殷墟是中国历史上第一个文献可考、并为考古学和甲骨文所证实的都城，是中国历史上可以肯定确切位置的最早的都城。
前11世纪，西面的周消灭了商朝，建都于今陕西西安附近。前771年迁都雒邑，开始分裂动荡的东周时期，那时今河南地域属许多小国，如戴国、陈国、蔡国、曹国、郑国、衞國和宋国。北面的强国晋国后来分为三个国家，其中韩国 (战国)的都城新郑和魏国的都城大梁（开封）都在今天河南境内。南面的强国楚国也在河南南部拥有南阳等地域。最终，在前221年，西面的秦国消灭了所有诸侯国，形成了统一的中国。

### 秦汉魏晋南北朝

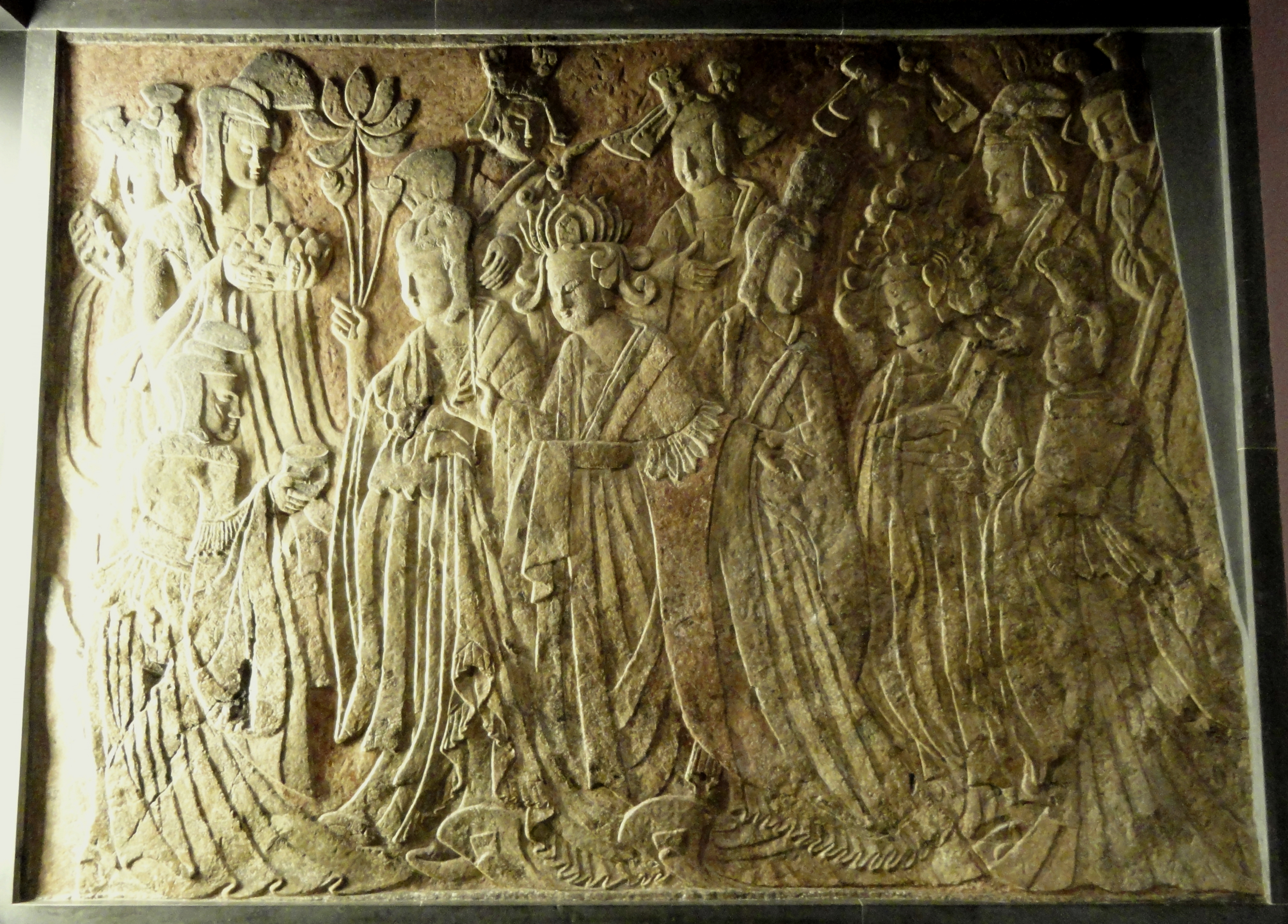
龙门石窟宾阳中洞北魏浮雕文昭皇后礼佛图，现藏美国密苏里州堪萨斯城納爾遜-阿特金斯藝術博物館

汉朝时，这里属于豫州。东汉（25年－220年）建都洛阳。東漢末年，曹操以许昌为基地逐步剿平中原各路军阀，220年，其子曹丕建立魏国（三国之一），45年后被西晋（266年-316年）取代。魏和西晋都定都洛阳。
4世纪起入侵的游牧民族在北中国建立了五胡十六国，其中包括汉赵、后赵、前燕、前秦、后燕和后秦。这一时期的王朝包括曹魏、后赵、冉魏、前燕、东魏、北齐都建都于今安阳（即邺城）。439年北魏（386年－534年）统一了北方，孝文帝太和九年（493年）将首都迁到洛阳。并开始在南郊修建龙门石窟。

### 隋、唐（武周）、五代

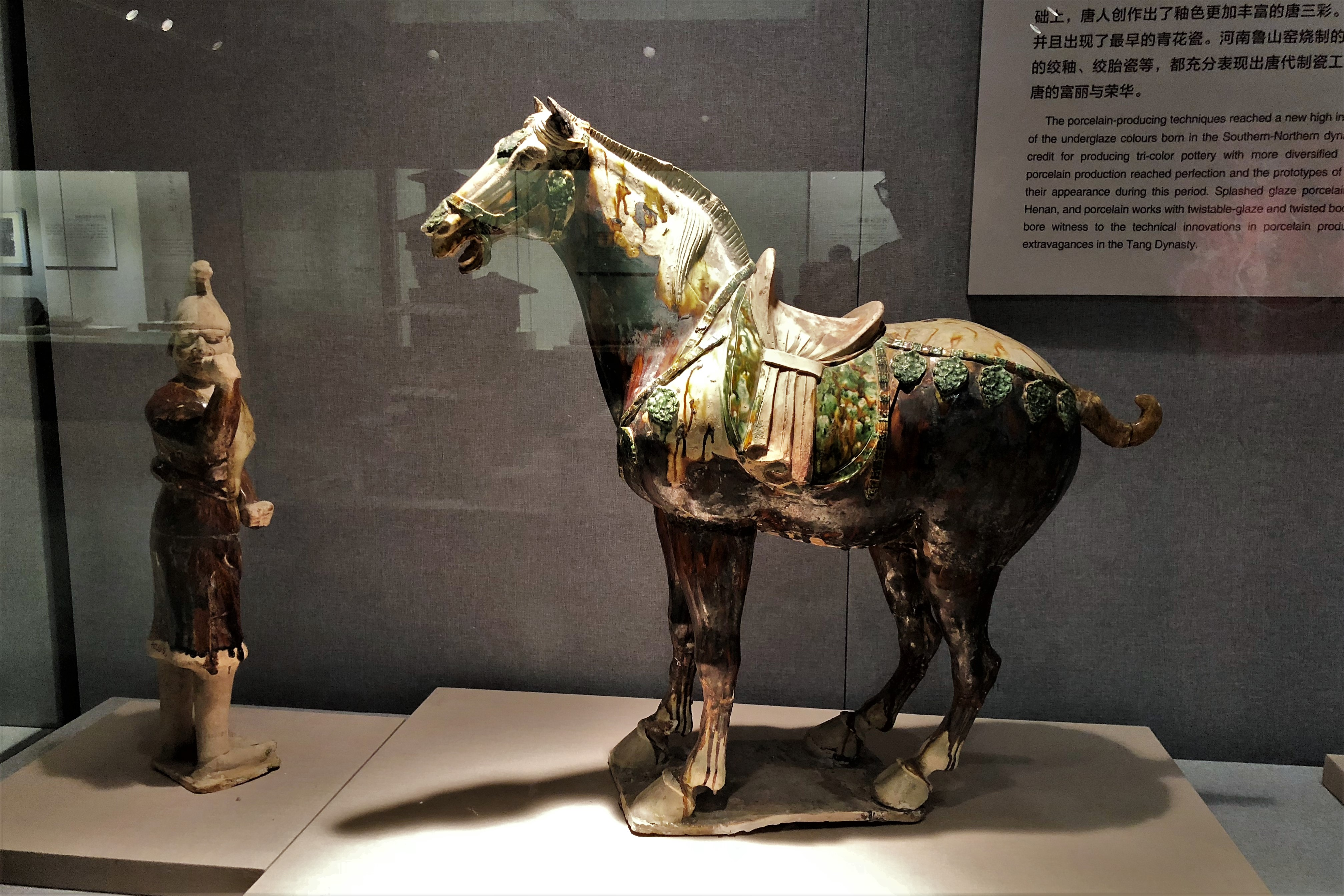
三彩马及牵马胡俑,唐代。洛阳出土。现藏河南博物院

隋大业元年（605年），隋炀帝登基后，在洛阳大修宫殿园林和扩建洛阳城，并开挖以洛阳为中心沟通南北的大运河（运河一直通航到北宋时代）。不久隋朝灭亡，取而代之的唐朝定都长安，沿袭隋朝也把洛阳定为东都（陪都）。
唐朝（618年～907年），唐朝首都是长安，洛阳为东都。在隋末民变、安史之乱和黄巢之乱时，今河南地域是遭受战争破坏的最严重的地区。
690年，武则天篡夺李唐王位，改国号“唐”为“周”，迁都洛阳，史称武周，也称“大周”，称洛阳为神都洛阳，705年唐中宗恢复大唐，还都长安。
唐哀帝天祐元年（904年）梁王朱温篡位，朱温把唐朝皇帝由长安挟持到洛阳，定都洛阳，在唐哀帝天佑四年（907年）建国号“大梁”，史称“后梁”，改元“开平”。至此，立国289年、传20帝的唐王朝灭亡，中国进入五代十国时期。
五代时期，后梁、后晋、后汉、后周定都开封。后唐定都洛阳。

### 北宋、金、元

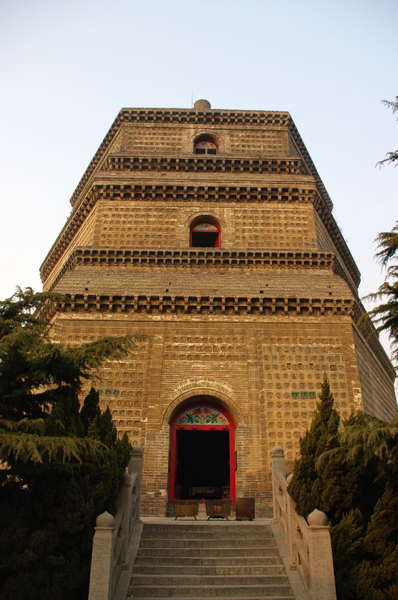
北宋东京城遗址繁塔

北宋时首都位于东京城。此时的河南地域属于京西南路、京西北路和开封府路。北宋末期的开封府东京城，又称汴梁、汴京（今开封），人口有一百多万，成為当时世界上最大、人口最多、最繁榮和最壯麗的城市，宋徽宗宣和年間的画家张择端的清明上河图，即描绘了当时东京城的繁华和壮丽，生动记录了中国十二世纪城市生活的面貌。
靖康二年（1127年）—建炎四年（1130年），来自于今东北地区的女真族的大金国的侵略军从燕云十六州一直入侵到江西赣州和浙江明州。有数百万难民迁往南方，河南经济社会文化开始进入衰落时期。该区为金朝南京府路和河南东西路管辖，但在金朝盛时依然是金朝经济最發達的地区之一。1194年，黄河改道，从今天江苏北部挤占淮河河道入海。1214年，在金朝受到蒙古帝国频繁入侵后，将首都从燕京迁到开封，称南京。
1234年2月9日金被南宋和蒙古帝国聯軍所灭。而后蒙古人建立了河南江北等处行中书省，开封是治所。在蒙金战争的过程中，包括河南在内的北方遭到毁灭性的破坏，除极少数人逃亡外，其余的绝大多数人死亡，造成数千里无人区，大批水利设施被有计划有组织的破坏，黄河泛滥也日趋严重，从此河南失去过去长期拥有的优势。

### 明朝、清朝
在元末民变时，河南是遭受战争破坏严重的地区，千里无人烟，洪武年间由朝廷强制性组织了从山西来的大规模的移民。

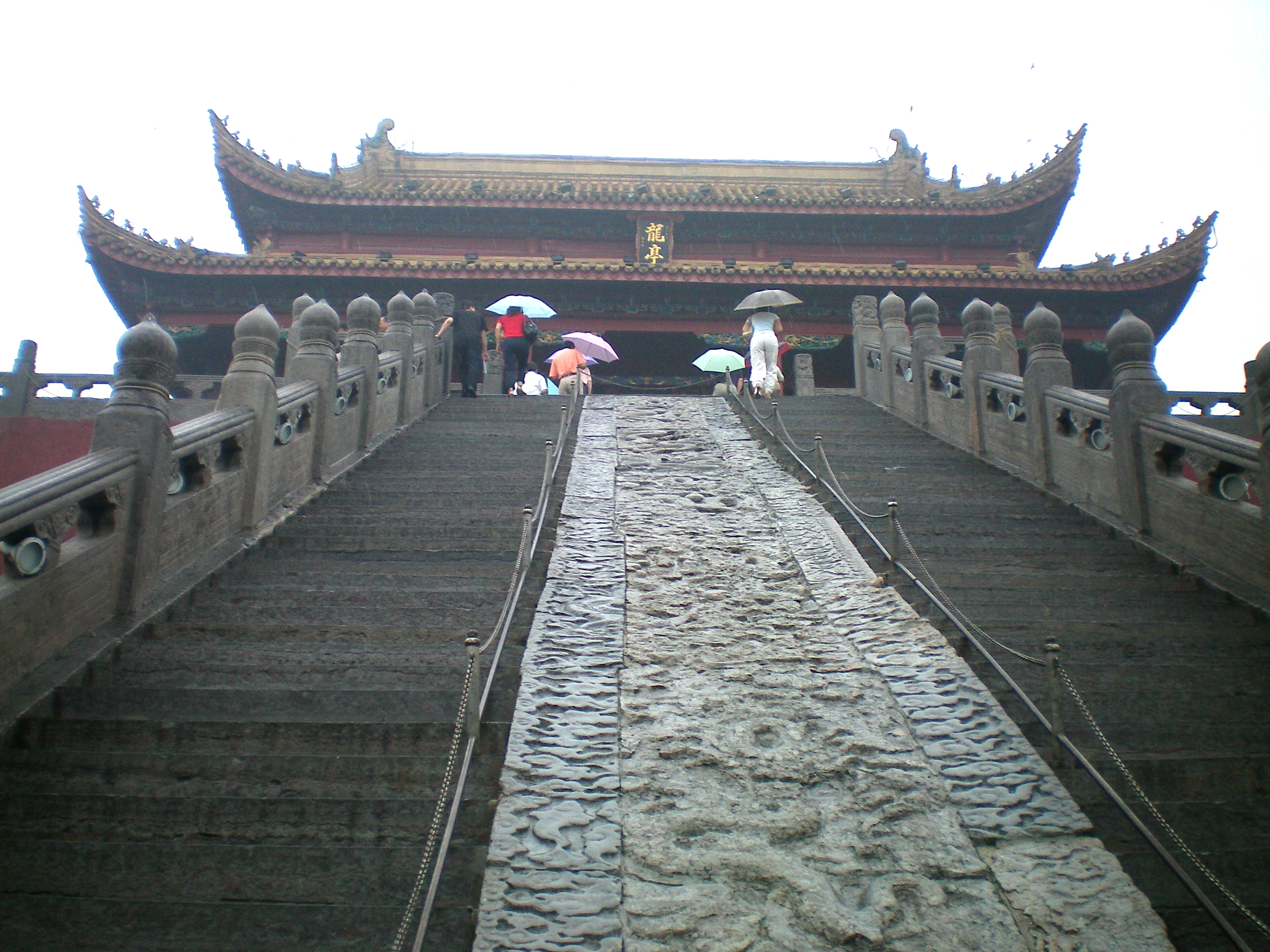
龍亭

1368年，大明建立，河南的省界已经与今天大致相同。下设8个府：开封、河南（洛阳）、归德（商丘）、南阳、汝宁（汝南）、卫辉、彰德（安阳）和怀庆（沁阳）。在开封还驻有周王。1641年，李自成攻占洛阳，杀福王朱常洵。1642年李自成的叛军三次攻打开封，在第三次攻城中，为了水淹叛军，官兵趁黄河涨水，连夜开挖城北的朱家寨和马家口，顿时开封变成一片汪洋，城里水深数丈，整座开封城，淤于水下，全城37万人只幸存3万人。
明末清初（1630年—1662年）的战争，河南也是遭受战争破坏严重的地区。康熙时，河南的农业经济得到恢复，期间重新开始成为重要的人口集中地和粮食主产区。开封仍为豫省省会，开封同时获得自明末李自成所酿“人祸”和清初的战乱以来的再次繁荣。和《石头记》、《海上花列传》等同样享有盛誉的清中期的豫人小说《歧路灯》中，对故事发生地省城开封的描述引人入胜。
1887年9月30日，郑州下汛十堡（今惠济区花园口镇石桥村）发生黄河决口，致使200多万（一说93万；一说最保守估计150万；一说700万）人罹难，清史研究学者夏明方称其为“近代中国人口损失最严重的一次洪水灾害”，英国密德萨斯大学国际关系学教授彼得·霍夫(Peter Hough)称其为“人类历史上最致命的自然灾害之一”。

### 中华民国
在20世纪，随着平汉铁路（1906年通车）和陇海铁路（1910年开封到洛阳段通车，1918年修到徐州，1935年修到西安）的陆续修通，河南又成为重要的交通枢纽。
1920年洛阳曾是吴佩孚军阀的基地。1926年，冯玉祥参加國民政府北伐，进驻河南。1930年，蒋介石和阎锡山、冯玉祥、李宗仁大规模内战──中原大战，河南是主战场。1932年，上海一二八事变后，國民政府一度迁都洛阳。1928年－1932年期间，共产党的张国焘、徐向前等人在大别山区开辟武装割据的鄂豫皖革命根据地，一度威胁武汉。

花園口決堤事件形成的「黄泛區」

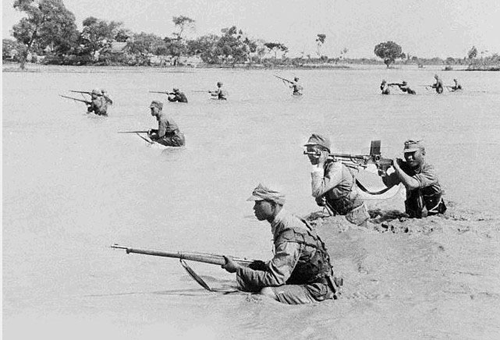
黃泛區泥水中作戰的國民革命軍官兵

中華民國抗日戰爭期間，1938年6月日本陆军攻克开封，国民政府在花园口决堤以黄河水阻止日军拿下平漢鐵路，但也造成河南、安徽、江苏三省40余县成为黄泛区，因洪灾直接遇难89,300人，各種間接原因死亡又幾十萬，流离失所數百萬。1942年河南饥荒，約70萬人餓死。1939年秋，河南省政府再次迁洛阳，1945年迁開封。

### 中华人民共和国

1975年8月河南“75·8”水库溃坝洪水淹没范围

1954年，河南省会从开封迁往铁路枢纽郑州。1950年代初还短期存在过平原省，包括河南北部和山东西部，省会新乡，1952年撤销。
1958年4月20日，在遂平县成立中国第一个人民公社─嵖岈山卫星人民公社，掀开了大跃进的序幕。在随后的三年大饥荒中，河南也是损失相当惨重的省份，估计有几百万人死亡，其中著名的有信阳事件。
1975年8月，台风尼娜为河南等地带来暴雨，最终引致河南“75·8”水库溃坝，驻马店地区板桥、石漫滩两座大型水库，以及数十座中小型水库同时垮坝溃决，造成29个县市被淹，1,100万亩农田受到毁灭性的灾害，1,100万人受灾，24万人死亡，倒塌房屋596万间，冲走耕畜30.23万头，猪72万头，京广线被冲毁102公里。2005年该事件被美国《探索频道》评为世界历史上最重大的人为技术灾难第一名。

## 地理

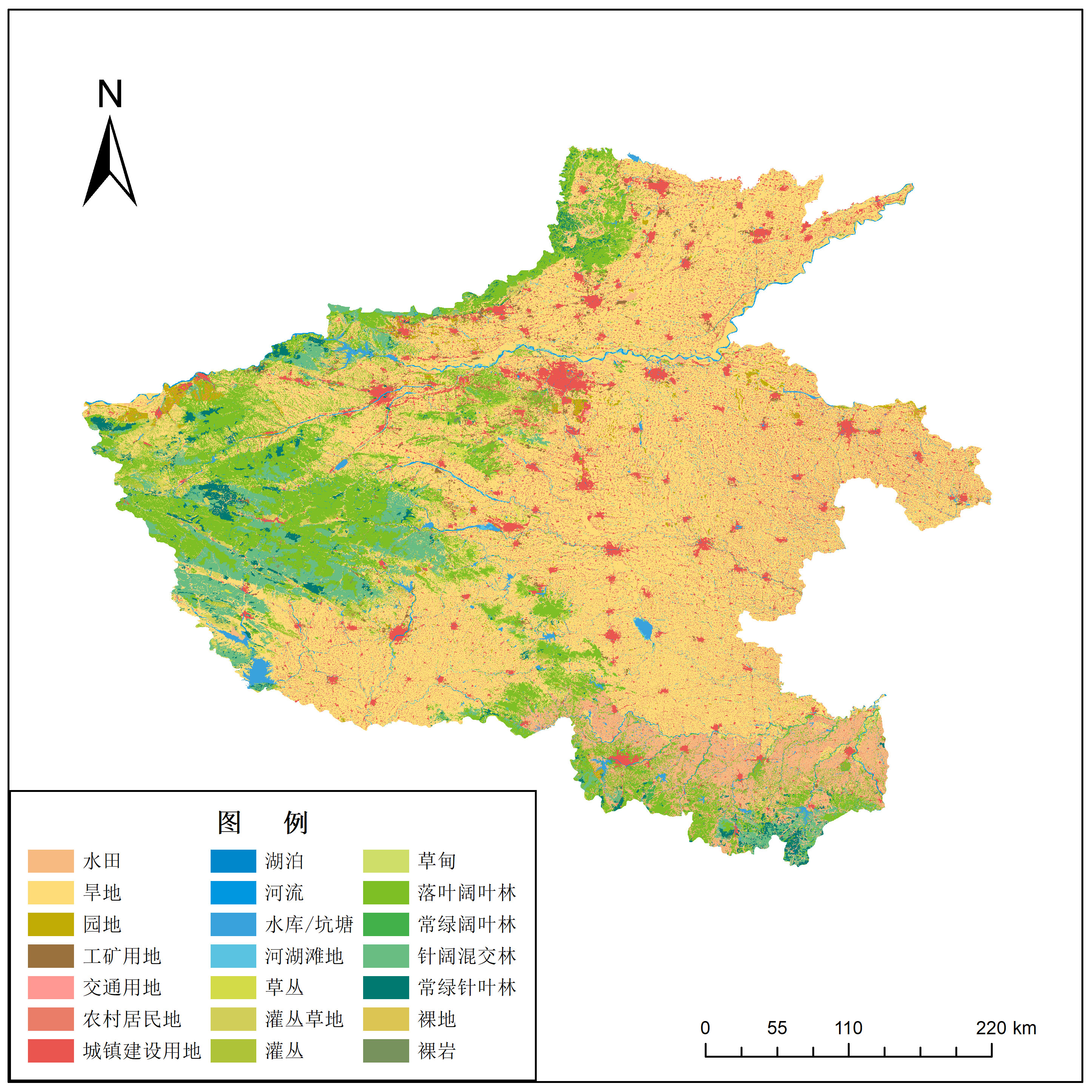
2015年河南省土地覆被分类图

汪国真在《水调歌头·中原行》稱：「史论安危事，天下系中原。曾经刘项逐鹿，前此有轩辕。还是诗圣故里，更有香山居士。神往虎牢关。武话少林寺，国色看牡丹。谁能比，安洛汴，三千年。遥思鹏举，追想诸葛、包青天。龙门石窟惊世，清明上河俗骇，木兰亦成篇。且抛郑韩调，笑揽云台山。」顧祖禹在《讀史方輿紀要·河南方輿紀要序》中強調：「河南古所稱四戰之地也，當取天下之日，河南有所必爭；及天下既定，而守在河南，則岌岌焉有必亡之勢矣。」

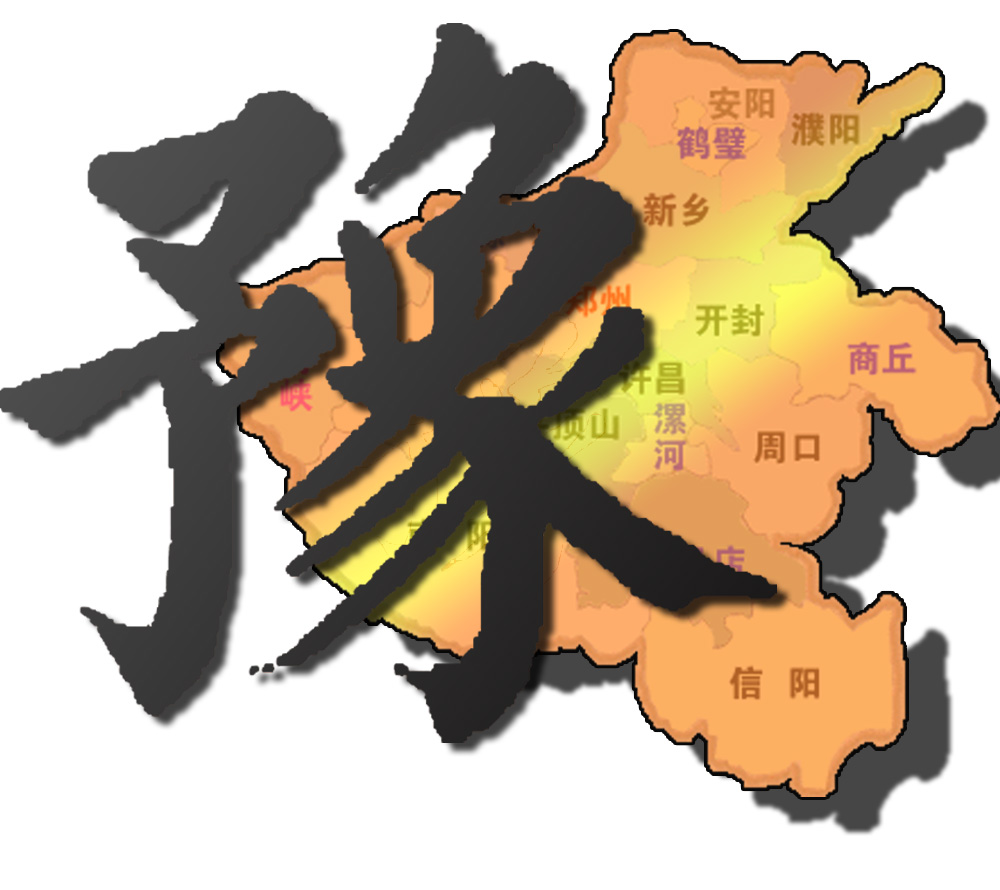

河南省面积为16.7万平方公里，列全国第17位。河南位于中国的中部，邻省为安徽、湖北、陕西、山西、河北和山东。
地势西高东低，山地和平原约各占一半。京广铁路以东为辽阔的华北平原的一部分，以西为山地。

### 山脉
黄河以北为太行山脉（与山西的边界），以南是从秦岭东延呈扇形展开的崤山、熊耳山、外方山和伏牛山。熊耳山的余脉嵩山被称为五岳中的“中岳”。沿南部与湖北的省界是大别山和桐柏山。

### 河流
河南省境内有1,500多条河流，分属黄河、淮河、长江和海河四大水系。
- 黄河从西向东穿过河南北部。洛阳以上属于中游，建有三门峡水库和小浪底水库。洛阳以下属于下游河段，经过长期泥沙淤积，形成地上悬河，河床底部也高出周围地面至少数米（开封比黄河河底低13米），两岸的黄河大堤千余年来不断加固加高。因此黄河下游干流两侧不远处即分别属于淮河流域和海河流域。上世纪80、90年代黄河经常出现断流的现象，自小浪底水利枢纽投运以来，断流情况得到改善。
- 淮河发源于河南南部，在河南有许多重要支流，如颍河和涡河，在安徽汇入淮河。淮河流域也有不少水库，如宿鸭湖水库、白龟山水库、南湾水库、出山店水库、板桥水库等。近年来淮河流域出现水体被严重污染的现象。
- 河南西南部的南阳地区属于汉水（长江支流）流域，丹江口水库部分也位于河南境内。
- 河南省北部地区属于海河流域。

### 極點
- 最北端：安阳市林州市任村镇（36°22′00.5″N 113°44′36.9″E / 36.366806°N 113.743583°E）
- 最南端：信阳市商城县长竹园乡（31°23′04.1″N 115°18′12.5″E / 31.384472°N 115.303472°E）
- 最東端：商丘市永城市苗桥镇（33°57′50.5″N 116°38′48.7″E / 33.964028°N 116.646861°E）
- 最西端：三门峡市灵宝市豫灵镇（34°31′04.9″N 110°21′18.4″E / 34.518028°N 110.355111°E）

### 地理中心
许昌市襄城县城关镇（33°52′32.3″N 113°30′03.6″E / 33.875639°N 113.501000°E）

### 气候
河南大部分属于暖温带季风气候，南部为亚热带季风气候，四季分明，降水集中在夏季。1月平均气温在漯河以北低于0 °C，漯河以南高于0 °C。7月平均气温为27 - 28 °C。
| 郑州市气象数据（1981年至2010年）                       | 郑州市气象数据（1981年至2010年） | 郑州市气象数据（1981年至2010年） | 郑州市气象数据（1981年至2010年） | 郑州市气象数据（1981年至2010年） | 郑州市气象数据（1981年至2010年） | 郑州市气象数据（1981年至2010年） | 郑州市气象数据（1981年至2010年） | 郑州市气象数据（1981年至2010年） | 郑州市气象数据（1981年至2010年） | 郑州市气象数据（1981年至2010年） | 郑州市气象数据（1981年至2010年） | 郑州市气象数据（1981年至2010年） | 郑州市气象数据（1981年至2010年） |
| 月份                                                   | 1月                              | 2月                              | 3月                              | 4月                              | 5月                              | 6月                              | 7月                              | 8月                              | 9月                              | 10月                             | 11月                             | 12月                             | 全年                             |
| ------------------------------------------------------ | -------------------------------- | -------------------------------- | -------------------------------- | -------------------------------- | -------------------------------- | -------------------------------- | -------------------------------- | -------------------------------- | -------------------------------- | -------------------------------- | -------------------------------- | -------------------------------- | -------------------------------- |
| 历史最高温 °C（°F）                                    | 21.0 (69.8)                      | 25.2 (77.4)                      | 29.2 (84.6)                      | 37.2 (99.0)                      | 38.5 (101.3)                     | 42.3 (108.1)                     | 43.0 (109.4)                     | 40.1 (104.2)                     | 37.9 (100.2)                     | 34.6 (94.3)                      | 27.0 (80.6)                      | 23.8 (74.8)                      | 43.0 (109.4)                     |
| 平均高温 °C（°F）                                      | 5.8 (42.4)                       | 9.2 (48.6)                       | 14.7 (58.5)                      | 22.1 (71.8)                      | 27.5 (81.5)                      | 31.8 (89.2)                      | 31.7 (89.1)                      | 30.3 (86.5)                      | 26.7 (80.1)                      | 21.7 (71.1)                      | 14.4 (57.9)                      | 7.9 (46.2)                       | 20.3 (68.6)                      |
| 日均气温 °C（°F）                                      | 0.5 (32.9)                       | 3.5 (38.3)                       | 8.8 (47.8)                       | 16.0 (60.8)                      | 21.5 (70.7)                      | 26.0 (78.8)                      | 27.1 (80.8)                      | 25.8 (78.4)                      | 21.2 (70.2)                      | 15.5 (59.9)                      | 8.4 (47.1)                       | 2.5 (36.5)                       | 14.7 (58.5)                      |
| 平均低温 °C（°F）                                      | −3.7 (25.3)                      | −1.0 (30.2)                      | 3.7 (38.7)                       | 10.1 (50.2)                      | 15.6 (60.1)                      | 20.4 (68.7)                      | 23.1 (73.6)                      | 22.0 (71.6)                      | 16.7 (62.1)                      | 10.6 (51.1)                      | 3.6 (38.5)                       | −1.8 (28.8)                      | 9.9 (49.9)                       |
| 历史最低温 °C（°F）                                    | −17.9 (−0.2)                     | −17.9 (−0.2)                     | −7.5 (18.5)                      | −1.4 (29.5)                      | 3.1 (37.6)                       | 10.3 (50.5)                      | 15.1 (59.2)                      | 13.2 (55.8)                      | 5.0 (41.0)                       | −1.5 (29.3)                      | −13.1 (8.4)                      | −17.9 (−0.2)                     | −17.9 (−0.2)                     |
| 平均降水量 mm（）                                      | 9.6 (0.38)                       | 12.5 (0.49)                      | 26.7 (1.05)                      | 30.1 (1.19)                      | 63.1 (2.48)                      | 67.8 (2.67)                      | 146.2 (5.76)                     | 138.9 (5.47)                     | 74.6 (2.94)                      | 39.4 (1.55)                      | 22.6 (0.89)                      | 9.4 (0.37)                       | 640.9 (25.24)                    |
| 平均降水天数（≥ 0.1 mm）                               | 3.3                              | 4.3                              | 6.2                              | 6.6                              | 6.8                              | 7.7                              | 11.6                             | 9.9                              | 8.2                              | 6.8                              | 5.0                              | 3.5                              | 79.9                             |
| 平均相對濕度（％）                                     | 59                               | 60                               | 59                               | 59                               | 61                               | 62                               | 77                               | 79                               | 75                               | 68                               | 64                               | 59                               | 65                               |
| 月均日照時數                                           | 144.3                            | 139.0                            | 164.8                            | 202.8                            | 234.0                            | 229.5                            | 199.9                            | 199.6                            | 179.2                            | 182.4                            | 158.3                            | 148.1                            | 2,181.9                          |
| 可照百分比                                             | 46                               | 45                               | 45                               | 52                               | 54                               | 53                               | 45                               | 48                               | 48                               | 52                               | 51                               | 49                               | 49                               |
| 来源1：中国气象局（1971–2000年间的降水天数和日照数据） |                                  |                                  |                                  |                                  |                                  |                                  |                                  |                                  |                                  |                                  |                                  |                                  |                                  |
| 来源2：中国天气网                                      |                                  |                                  |                                  |                                  |                                  |                                  |                                  |                                  |                                  |                                  |                                  |                                  |                                  |

| 安阳市气象数据（1981年至2010年）                      | 安阳市气象数据（1981年至2010年） | 安阳市气象数据（1981年至2010年） | 安阳市气象数据（1981年至2010年） | 安阳市气象数据（1981年至2010年） | 安阳市气象数据（1981年至2010年） | 安阳市气象数据（1981年至2010年） | 安阳市气象数据（1981年至2010年） | 安阳市气象数据（1981年至2010年） | 安阳市气象数据（1981年至2010年） | 安阳市气象数据（1981年至2010年） | 安阳市气象数据（1981年至2010年） | 安阳市气象数据（1981年至2010年） | 安阳市气象数据（1981年至2010年） |
| 月份                                                  | 1月                              | 2月                              | 3月                              | 4月                              | 5月                              | 6月                              | 7月                              | 8月                              | 9月                              | 10月                             | 11月                             | 12月                             | 全年                             |
| ----------------------------------------------------- | -------------------------------- | -------------------------------- | -------------------------------- | -------------------------------- | -------------------------------- | -------------------------------- | -------------------------------- | -------------------------------- | -------------------------------- | -------------------------------- | -------------------------------- | -------------------------------- | -------------------------------- |
| 历史最高温 °C（°F）                                   | 20.7 (69.3)                      | 27.2 (81.0)                      | 31.3 (88.3)                      | 37.0 (98.6)                      | 39.5 (103.1)                     | 43.2 (109.8)                     | 41.8 (107.2)                     | 39.5 (103.1)                     | 39.3 (102.7)                     | 34.6 (94.3)                      | 27.7 (81.9)                      | 26.3 (79.3)                      | 43.2 (109.8)                     |
| 平均高温 °C（°F）                                     | 4.3 (39.7)                       | 8.1 (46.6)                       | 13.8 (56.8)                      | 21.8 (71.2)                      | 27.1 (80.8)                      | 31.7 (89.1)                      | 31.8 (89.2)                      | 30.6 (87.1)                      | 27.0 (80.6)                      | 21.3 (70.3)                      | 12.9 (55.2)                      | 6.5 (43.7)                       | 19.7 (67.5)                      |
| 日均气温 °C（°F）                                     | −0.8 (30.6)                      | 2.6 (36.7)                       | 8.2 (46.8)                       | 15.9 (60.6)                      | 21.3 (70.3)                      | 26.0 (78.8)                      | 27.2 (81.0)                      | 25.9 (78.6)                      | 21.4 (70.5)                      | 15.2 (59.4)                      | 7.2 (45.0)                       | 1.3 (34.3)                       | 14.3 (57.7)                      |
| 平均低温 °C（°F）                                     | −4.8 (23.4)                      | −1.9 (28.6)                      | 3.3 (37.9)                       | 10.5 (50.9)                      | 15.6 (60.1)                      | 20.5 (68.9)                      | 23.0 (73.4)                      | 21.9 (71.4)                      | 16.9 (62.4)                      | 10.3 (50.5)                      | 2.8 (37.0)                       | −2.6 (27.3)                      | 9.6 (49.3)                       |
| 历史最低温 °C（°F）                                   | −21.7 (−7.1)                     | −16.7 (1.9)                      | −10.1 (13.8)                     | −2.7 (27.1)                      | 5.5 (41.9)                       | 10.2 (50.4)                      | 15.8 (60.4)                      | 11.6 (52.9)                      | 5.5 (41.9)                       | −1.4 (29.5)                      | −11.4 (11.5)                     | −18.1 (−0.6)                     | −21.7 (−7.1)                     |
| 平均降水量 mm（）                                     | 5.2 (0.20)                       | 7.7 (0.30)                       | 18.1 (0.71)                      | 21.2 (0.83)                      | 46.4 (1.83)                      | 62.3 (2.45)                      | 150.6 (5.93)                     | 132.2 (5.20)                     | 57.7 (2.27)                      | 30.0 (1.18)                      | 15.1 (0.59)                      | 5.1 (0.20)                       | 551.6 (21.69)                    |
| 平均降水天数（≥ 0.1 mm）                              | 2.2                              | 2.9                              | 4.4                              | 4.6                              | 6.6                              | 7.5                              | 12.2                             | 10.1                             | 7.1                              | 5.4                              | 3.8                              | 2.4                              | 69.2                             |
| 平均相對濕度（％）                                    | 60                               | 55                               | 56                               | 57                               | 61                               | 61                               | 76                               | 79                               | 72                               | 68                               | 67                               | 63                               | 65                               |
| 月均日照時數                                          | 142.0                            | 148.9                            | 180.2                            | 219.4                            | 251.6                            | 232.5                            | 190.2                            | 200.1                            | 187.1                            | 180.2                            | 152.8                            | 140.3                            | 2,225.3                          |
| 可照百分比                                            | 46                               | 49                               | 49                               | 56                               | 58                               | 54                               | 43                               | 48                               | 50                               | 52                               | 50                               | 47                               | 50                               |
| 来源：中国气象局（1971–2000年间的降水天数和日照数据） |                                  |                                  |                                  |                                  |                                  |                                  |                                  |                                  |                                  |                                  |                                  |                                  |                                  |

## 行政区划
河南省管辖17个地级市，下设54个市辖区、21个县级市（其中包含1个省直辖县级市）、82个县；2458个乡级行政区，包括1180镇，574乡，12民族乡，692街道。
- 地级市：郑州市、开封市、洛阳市、平顶山市、安阳市、鹤壁市、新乡市、焦作市、濮阳市、许昌市、漯河市、三门峡市、南阳市、商丘市、信阳市、周口市、驻马店市
- 省直辖县级市：济源市

| 河南省行政区划图 | 河南省行政区划图 | 河南省行政区划图 | 河南省行政区划图  | 河南省行政区划图        | 河南省行政区划图 | 河南省行政区划图 | 河南省行政区划图 | 河南省行政区划图 | 河南省行政区划图 |
| --- | ---------------- | ---------------- | ----------------- | ----------------------- | ---------------- | ---------------- | ---------------- | ---------------- | ---------------- |
| 郑州市 开封市 洛阳市 平顶山市 安阳市 鹤壁市 新乡市 焦作市 濮阳市 许昌市 漯河市 三门峡市 南阳市 商丘市 信阳市 周口市 驻马店市 济源市 █ 省直辖县级行政区 |                  |                  |                   |                         |                  |                  |                  |                  |                  |
| 区划代码 | 区划名称         | 汉语拼音         | 面积 （平方公里） | 常住人口 （2020年普查） | 政府驻地         | 县级行政区划     | 县级行政区划     | 县级行政区划     |                  |
| 区划代码 | 区划名称         | 汉语拼音         | 面积 （平方公里） | 常住人口 （2020年普查） | 政府驻地         | 市辖区           | 县级市           | 县               |                  |
| 410000 | 河南省           | Hénán Shěng      | 165,663.65        | 99,365,519              | 郑州市           | 54               | 21               | 82               |                  |
| — 地级市 — |                  |                  |                   |                         |                  |                  |                  |                  |                  |
| 410100 | 郑州市           | Zhèngzhōu Shì    | 7,567.18          | 12,600,574              | 中原区           | 6                | 5                | 1                |                  |
| 410200 | 开封市           | Kāifēng Shì      | 6,240.22          | 4,824,016               | 鼓楼区           | 5                |                  | 4                |                  |
| 410300 | 洛阳市           | Luòyáng Shì      | 15,235.85         | 7,056,699               | 洛龙区           | 7                |                  | 7                |                  |
| 410400 | 平顶山市         | Píngdǐngshān Shì | 7,910.12          | 4,987,137               | 新华区           | 4                | 2                | 4                |                  |
| 410500 | 安阳市           | Ānyáng Shì       | 7,351.54          | 5,477,614               | 北关区           | 4                | 1                | 4                |                  |
| 410600 | 鹤壁市           | Hèbì Shì         | 2,140.43          | 1,565,973               | 淇滨区           | 3                |                  | 2                |                  |
| 410700 | 新乡市           | Xīnxiāng Shì     | 8,290.89          | 6,251,929               | 卫滨区           | 4                | 3                | 5                |                  |
| 410800 | 焦作市           | Jiāozuò Shì      | 3,972.58          | 3,521,078               | 解放区           | 4                | 2                | 4                |                  |
| 410900 | 濮阳市           | Púyáng Shì       | 4,271.16          | 3,772,088               | 华龙区           | 1                |                  | 5                |                  |
| 411000 | 许昌市           | Xǔchāng Shì      | 4,978.83          | 4,379,998               | 魏都区           | 2                | 2                | 2                |                  |
| 411100 | 漯河市           | Luòhé Shì        | 2,692.41          | 2,367,490               | 郾城区           | 3                |                  | 2                |                  |
| 411200 | 三门峡市         | Sānménxiá Shì    | 9,935.74          | 2,034,872               | 湖滨区           | 2                | 2                | 2                |                  |
| 411300 | 南阳市           | Nányáng Shì      | 26,511.48         | 9,713,112               | 卧龙区           | 2                | 1                | 10               |                  |
| 411400 | 商丘市           | Shāngqiū Shì     | 10,703.55         | 7,816,831               | 睢阳区           | 2                | 1                | 6                |                  |
| 411500 | 信阳市           | Xìnyáng Shì      | 18,915.61         | 6,234,401               | 平桥区           | 2                |                  | 8                |                  |
| 411600 | 周口市           | Zhōukǒu Shì      | 11,961.04         | 9,026,015               | 川汇区           | 2                | 1                | 7                |                  |
| 411700 | 驻马店市         | Zhùmǎdiàn Shì    | 15,086.28         | 7,008,427               | 驿城区           | 1                |                  | 9                |                  |
| — 省直辖县级行政区 — |                  |                  |                   |                         |                  |                  |                  |                  |                  |
| 419001 | 济源市           | Jǐyuán Shì       | 1,898.71          | 727,265                 | 沁园街道         |                  | 1                |                  |                  |

## 人口与姓氏
河南人口位居中国人口最多的省份前列，2008年底，河南省总人口为一億。如果河南参与世界国家人口的排名，它将居于墨西哥之后，名列第12位。但如果计算流动人口，广东人口超过1亿，是人口最多的省。根据2010年第六次全国人口普查，河南人口总数为94,023,567人，占全国总人口的7.02%（2005年为7.31%）。全省人口中，汉族人口为9,260万人，占常住人口的98.82%；各少数民族人口为111万人，占常住人口的1.18%。河南常见的少数民族有：回族（约占总人口数的1%）、蒙古族、满族、土家族、壮族、维吾尔族、苗族等。
2020年，河南省出生人口首度跌破100万，2021年再度跌破80万大关，河南出生人口创下了1978年以来的新低，而河南省1978年以前无人口出生统计数据。
2022年末，全省常住人口9872万人，比2021年末减少11万人。与2021年减少58万人相比，降幅缩小。
河南是外出务工的大省之一，在广东、北京、浙江和江苏务工的河南人占据出省务工河南人的56%，而到上海、新疆等地务工的占44%。尽管广东是河南人外出务工最多的省份，不过在广东省2150万流动人口中，河南人占8.2%，位列湖南、广西、四川、湖北和江西之后居第六位。
河南省是中国姓氏发源地最多的区域，起源于河南的姓氏共有1,500多个，在当今中国100个大姓中，有73姓源于河南或有一支源头在河南。中国历史上曾使用过的姓氏族有10,000多个，而现存的3千多个姓氏中，有80%以上都源自於河南。
| 区划 | 郑州  | 开封   | 洛阳   | 平顶山 | 安阳   | 鹤壁  | 新乡   | 焦作   | 濮阳   | 许昌   | 漯河   | 三门峡 | 南阳   | 商丘   | 信阳   | 周口   | 驻马店 | 济源   |
| 常住 | 7.356 | 4.6775 | 6.3415 | 4.8381 | 5.1862 | 1.419 | 5.5163 | 3.3891 | 3.4927 | 4.2886 | 2.4685 | 2.2135 | 9.9544 | 7.6393 | 6.6341 | 9.9013 | 7.6407 | 0.6753 |
| 户籍 | 7.070 | 5.056  | 6.760  | 5.167  | 5.599  | 1.540 | 5.840  | 3.579  | 3.864  | 4.751  | 2.693  | 2.265  | 11.267 | 8.897  | 8.349  | 11.667 | 8.587  | 0.6715 |

## 经济

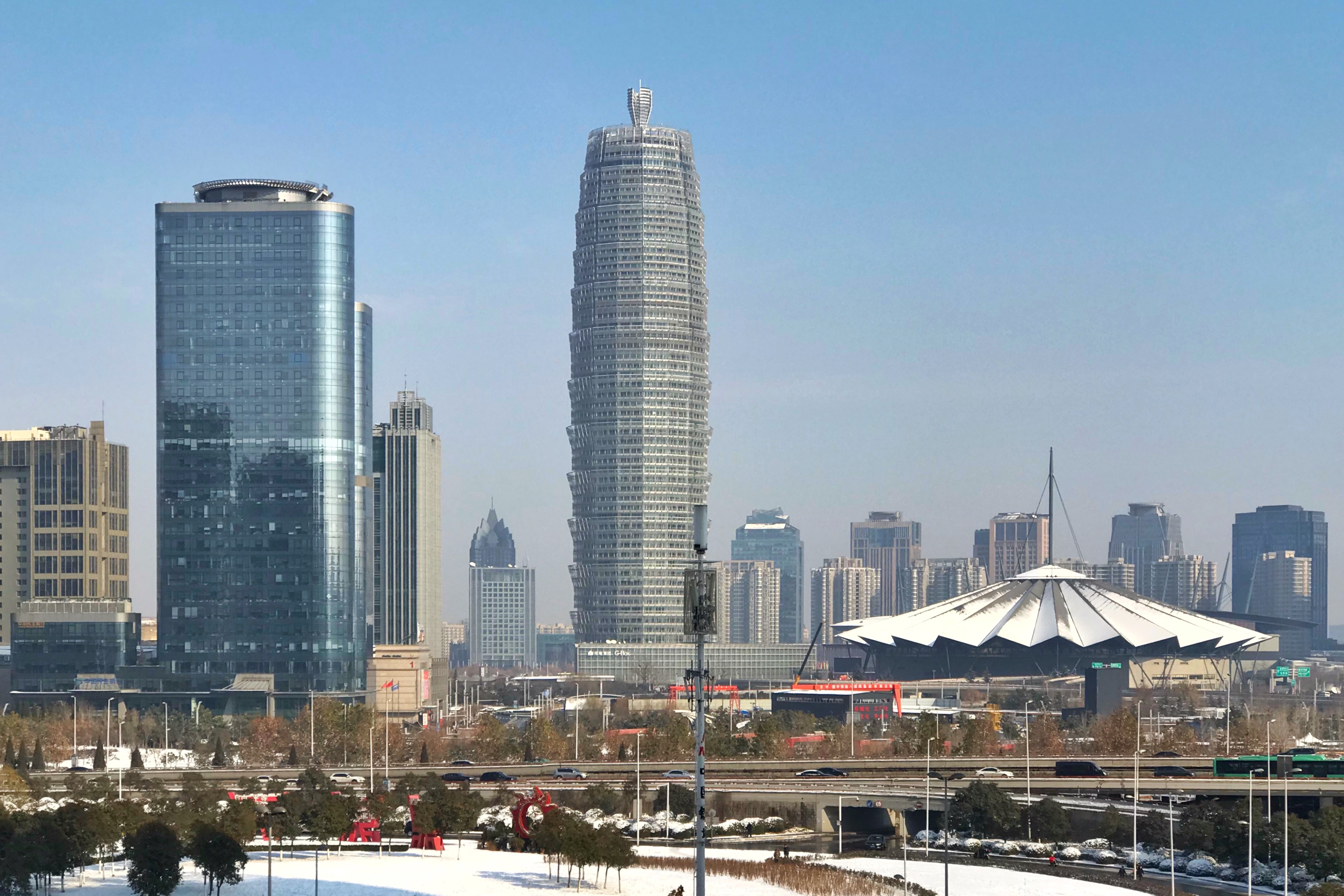
郑州市郑东新区

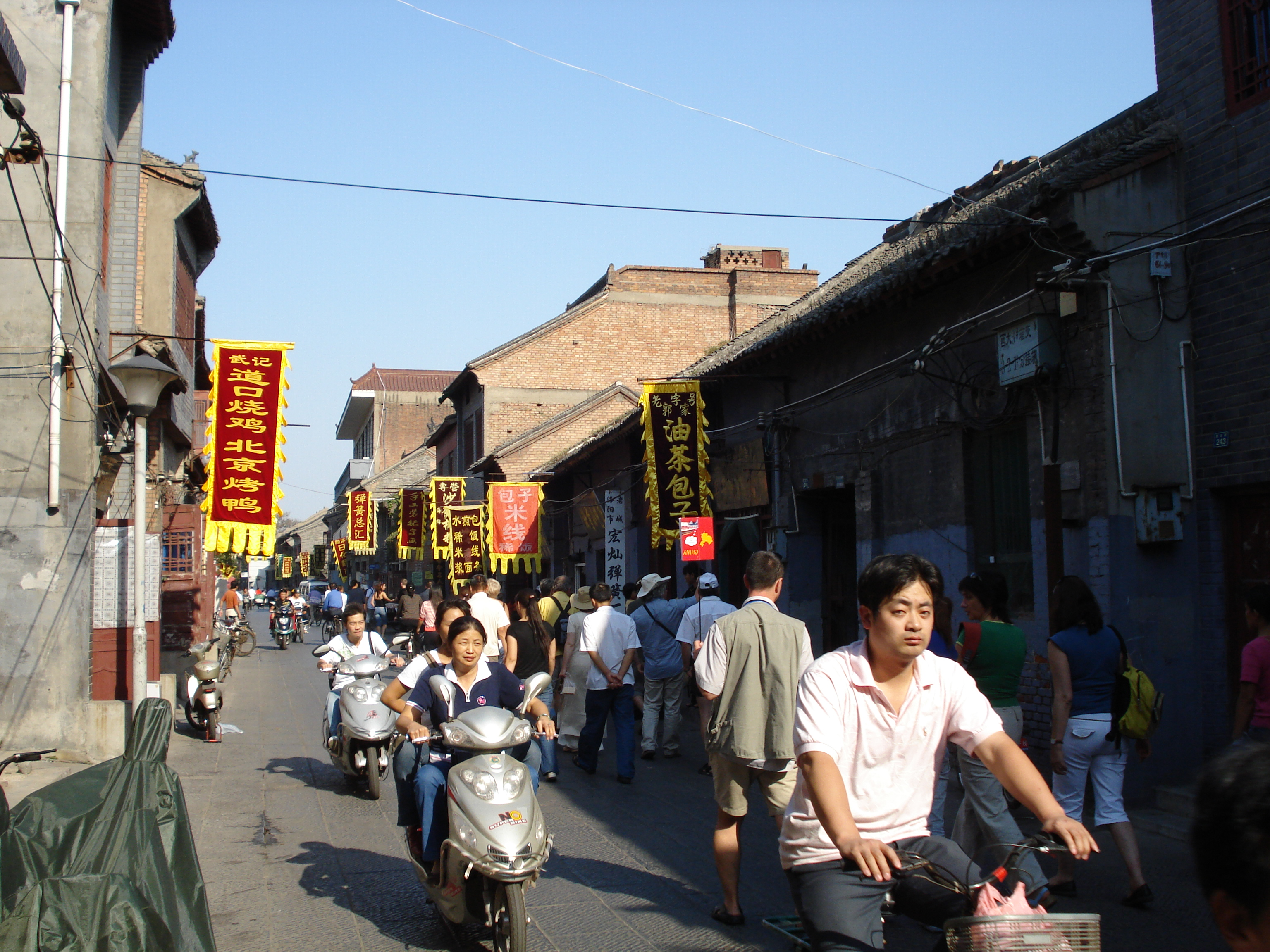
洛陽古城

### 简介
河南是中国经济发展较快的省份之一，2004年起GDP总量一直稳居全国第五位。1979-2007年29年，按绝对数比较，2007年GDP总量为1978年的92.43倍；按不变价格推算（以同期全国平均物价水平为基准），GDP年平均增长率10.9％，增长速度次于内蒙、江苏等六省区居全国第七位，但另一方面，河南省人口基数大，贫困人口众多，常住人口大幅低于户籍人口，经济发展仍属中国相对欠发达地区。1978-2008年，除13个年份以外，其余17年份GDP年增长率均高于10％，GDP增幅最高年份为1983年，年增长率达到23.8％。河南的农业经济在全省经济中占有较大比重，第一产业总量仅次于山东省，居全国第2位。1978年以来河南省GDP总量一直位居全国前9位，2004年升至稳居第5位。1991年河南省GDP突破1千亿元，2004年突破1万亿元。河南省GDP人均值，1989年突破1千元，2005年突破1万元。2007年GDP总量（最终核实数）达到15,058.07亿元，与上年相比增幅达到14.4％，占全国的比重达到5.5％；其中第一产业2,365.91亿元，占15.71％；第二产业8,280.25亿元，占54.99％；第三产业4,411.91亿元，占29.30％；人均GDP达到16,060元，次于山西、湖北等16省份居第17位。根据出初步核算的结果，2010年河南省GDP总量22,942.68亿元，人均GDP为21,073元。

### 农业
河南是中国的主要粮棉生产基地，小麦、烟草和芝麻的产量居中国第一位。2007年全省粮食总产量达到1049亿斤，连续8年居全国首位，新增粮食产量占全国增量的三分之一以上。河南这一中国第一人口大省不仅解决了本省人的吃饭问题，而且每年要外调大约200亿斤粮食支援外省。河南油料产量占全国的1/7，牛肉产量占全国的1/7，棉花产量占全国的1/6，小麦、玉米、烟叶、豆类、芝麻等农产品和肉类、禽蛋、奶类等畜产品产量也都居全国前列。

### 工业
洛阳自1949年建造中国第一座大型拖拉机制造厂之後，直到现在，河南仍是中国大型拖拉机和重型载重汽车的主要生产基地。河南的主要优势工业有矿物开采及加工业、农产品加工业、机械设备制造业、建材工业、化学工业。其中氧化铝、畜产品加工、速冻食品生产在全国有重要影响力。河南县域经济发达，其生产总值约占全省的70%。2016年中国工业百强县（市），河南上榜有9个县市，是中西部上榜最多的省份，分别为巩义市（30）、新密市（34）、荥阳市（47）、新郑市（56）、登封市（60）、灵宝市（64）、禹州市（70）、长葛市（72）、濮阳县（99）。
- 主要煤矿产地：平顶山、义马、焦作
- 钼矿：栾川县

### 商业
郑州商品交易所成立于1990年，是中国第一家期货交易所，也是全国三大期货交易所之一。目前上市交易的期货合约有小麦、棉花、白糖、精对苯二甲酸（PTA）、菜籽油等，其中小麦包括优质强筋小麦和硬冬白（新国标普通）小麦。小麦、棉花、白糖和PTA期货为国民经济服务的市场功能日益显现，在国际市场上的影响力逐渐增强。

## 交通

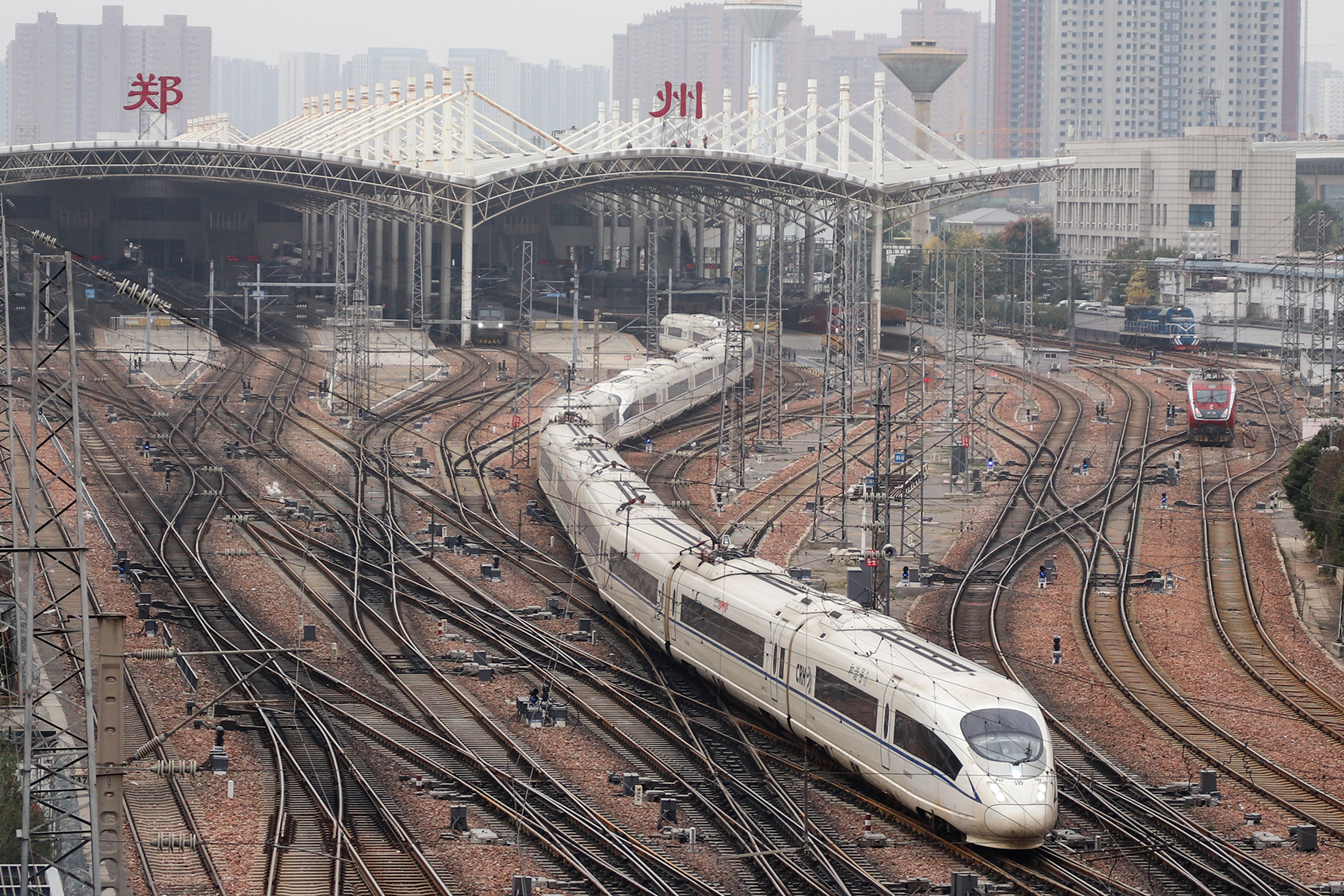
郑州站

河南省位于中国中心，是全国交通重要的中心枢纽地区，省内形成了多个普铁、高铁、公路、高速公路、内河运输、航空枢纽型城市，物流业较为发达。

### 公路

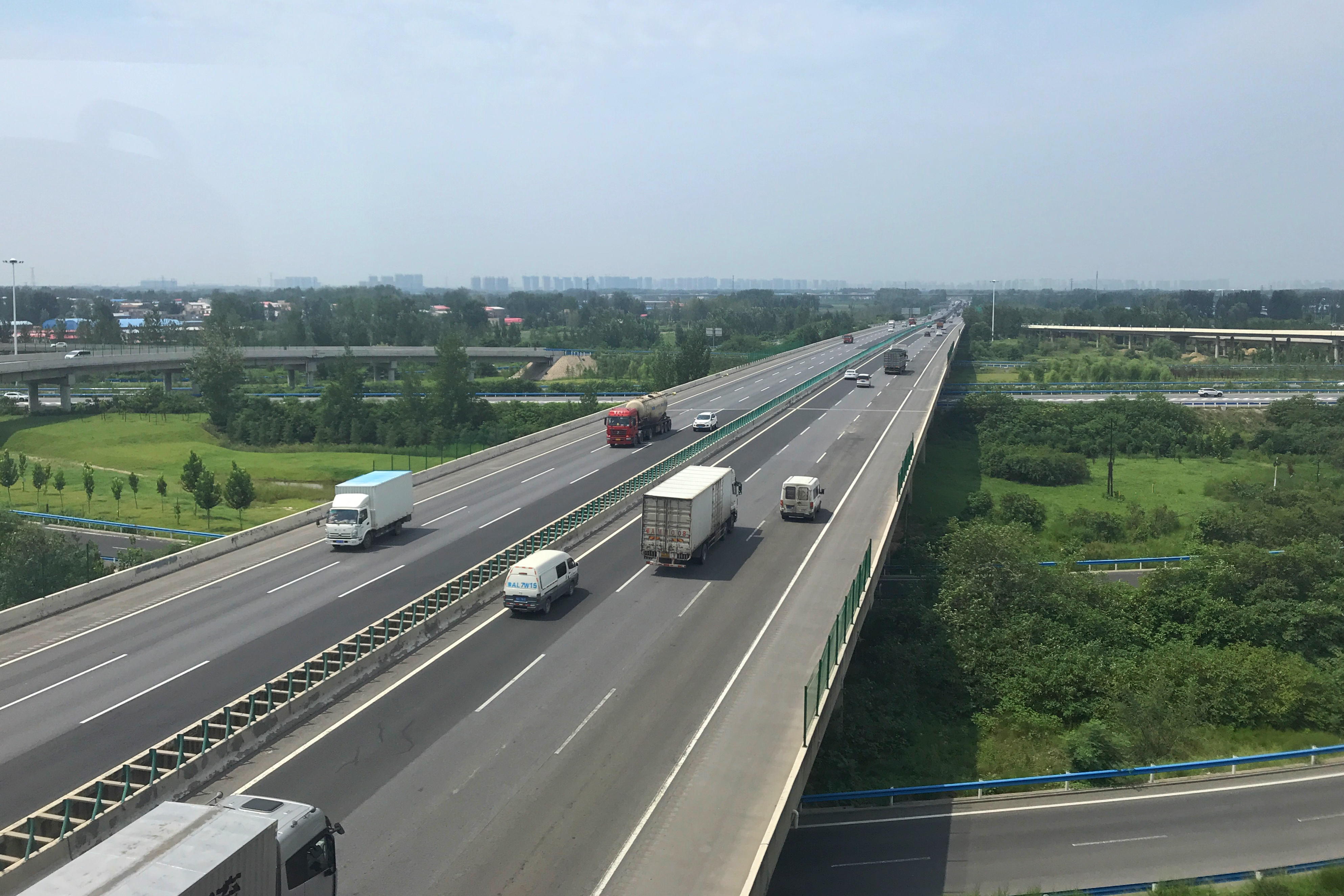
郑州绕城高速公路

河南高速公路路网发达，全国有數條高速公路和国道在河南交汇，京港澳高速和连霍高速贯穿全境，分别沿着京广铁路和陇海铁路的线路修筑。共有9条国家规划的高速公路及107、310等9条国道经过河南。截至2009年年底，河南省的高速公路全里程已经超过整个英国，高速公路通车总里程达到4,860公里，连续四年位居全国第一位。

### 铁路

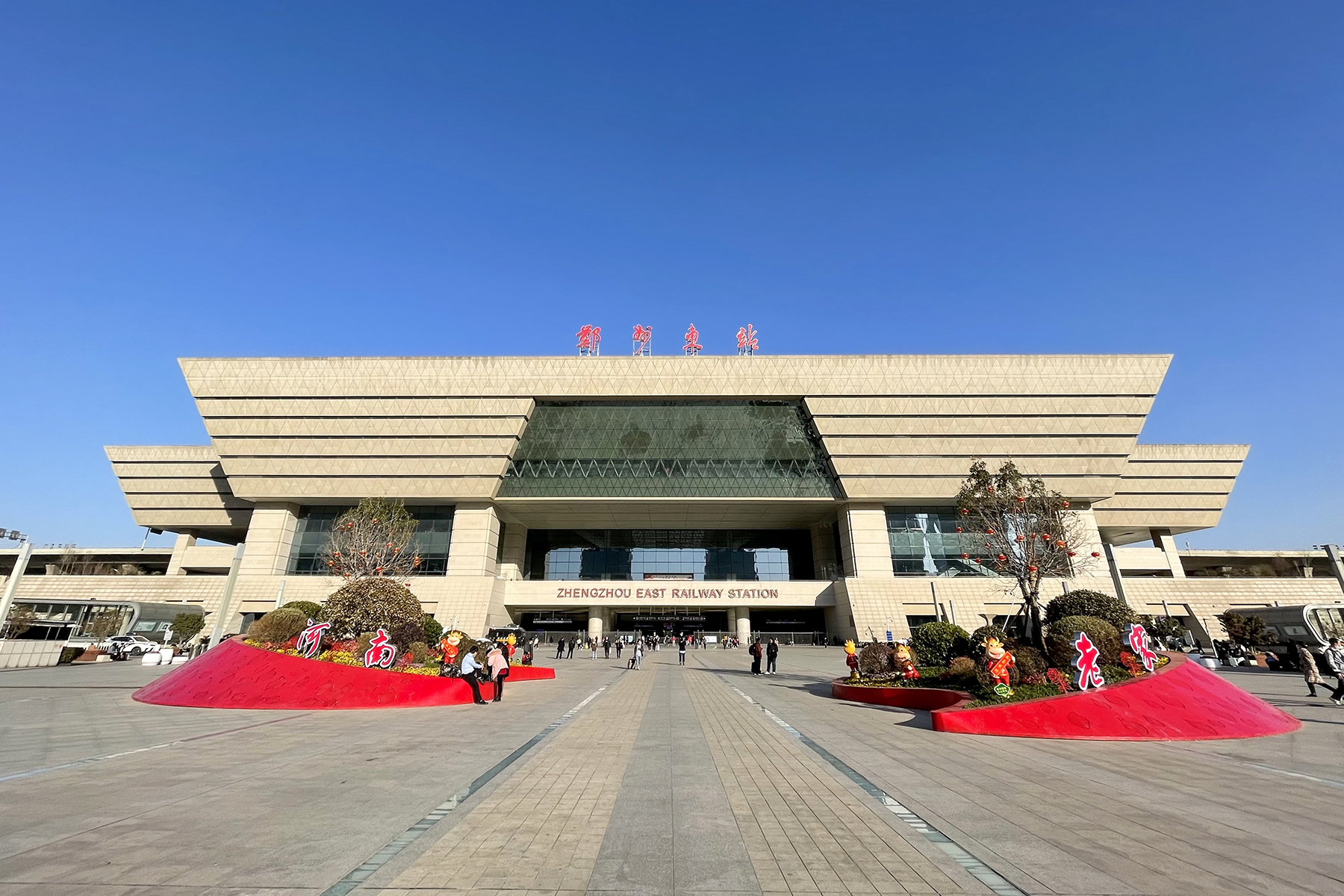
郑州东站

河南铁路交通非常发达，各个城市几乎都分布在重要的铁路干线上。京广高速铁路和徐兰客运专线在郑东新区的郑州东站交汇，形成连接中国东西南北的高速铁路枢纽：
- 京广高速铁路经过的城市由北向南依次为：安阳、鹤壁、新乡、郑州、许昌、漯河、驻马店、信阳；
- 徐兰客运专线经过的城市由西向东依次为：三门峡、洛阳、郑州、开封、商丘；
- 京广铁路经过的城市由北向南依次为：安阳、鹤壁、新乡、郑州、许昌、漯河、驻马店、信阳；
- 陇海铁路经过的城市由西向东依次为：三门峡、洛阳、郑州、开封、商丘；
- 京九铁路经过台前县（濮阳市）、商丘、潢川县（信阳市）；
- 焦柳铁路经过焦作、济源、洛阳、南阳、邓州；
- 宁西铁路经过信阳、南阳。

河南省内大部分国有铁路属于郑州局集团管辖，南部的平顶山、漯河、驻马店、周口、信阳五市境内的国有铁路则归武汉局集团管辖（周口、平顶山境内的高速铁路由郑州局集团管辖）。郑州北站是亚洲第一大铁路货运编组站，郑州站也是亚洲最大的火车客运站之一，郑州东站是中国最主要的高速铁路枢纽站之一。
- 全国铁路八纵八横主干网，河南的八个重要的枢纽是：
  - 郑州（京广铁路－陇海铁路）
  - 洛阳（陇海铁路－焦柳铁路）
  - 商丘（京九铁路－陇海铁路）
  - 新乡（京广铁路－新焦铁路 - 新石铁路）
  - 南阳（焦柳铁路 - 宁西铁路）
  - 信阳（京广铁路 - 宁西铁路）
  - 潢川（京九铁路 - 宁西铁路）
  - 漯河（京广铁路 - 漯阜铁路 - 孟宝铁路）

#### 高速铁路
京广高铁、徐兰高铁、商杭高铁、郑渝高铁、郑阜高铁、济郑高铁、郑太高铁以及建设中的平漯周高铁、京雄商高铁等高速铁路线纵横中原腹地。郑州东站是亚洲首座、规模最大的设计时速350公里国家高速铁路特大型综合交通枢纽。

#### 城际铁路
河南规划有郑洛城际铁路、郑焦城际铁路、郑开城际铁路、郑平城际铁路、郑新城际铁路、郑济城际铁路、新乡-焦作-济源-洛阳-平顶山环线铁路、郑州-新郑机场-许昌-漯河等。2009年12月郑开、郑焦、郑州-新郑机场的城际铁路同日开工，三条城际铁路分别于2014年12月、2015年6月、2015年12月开通运营，郑州到机场只需14分钟，到开封19分钟、焦作30分钟。

### 航空

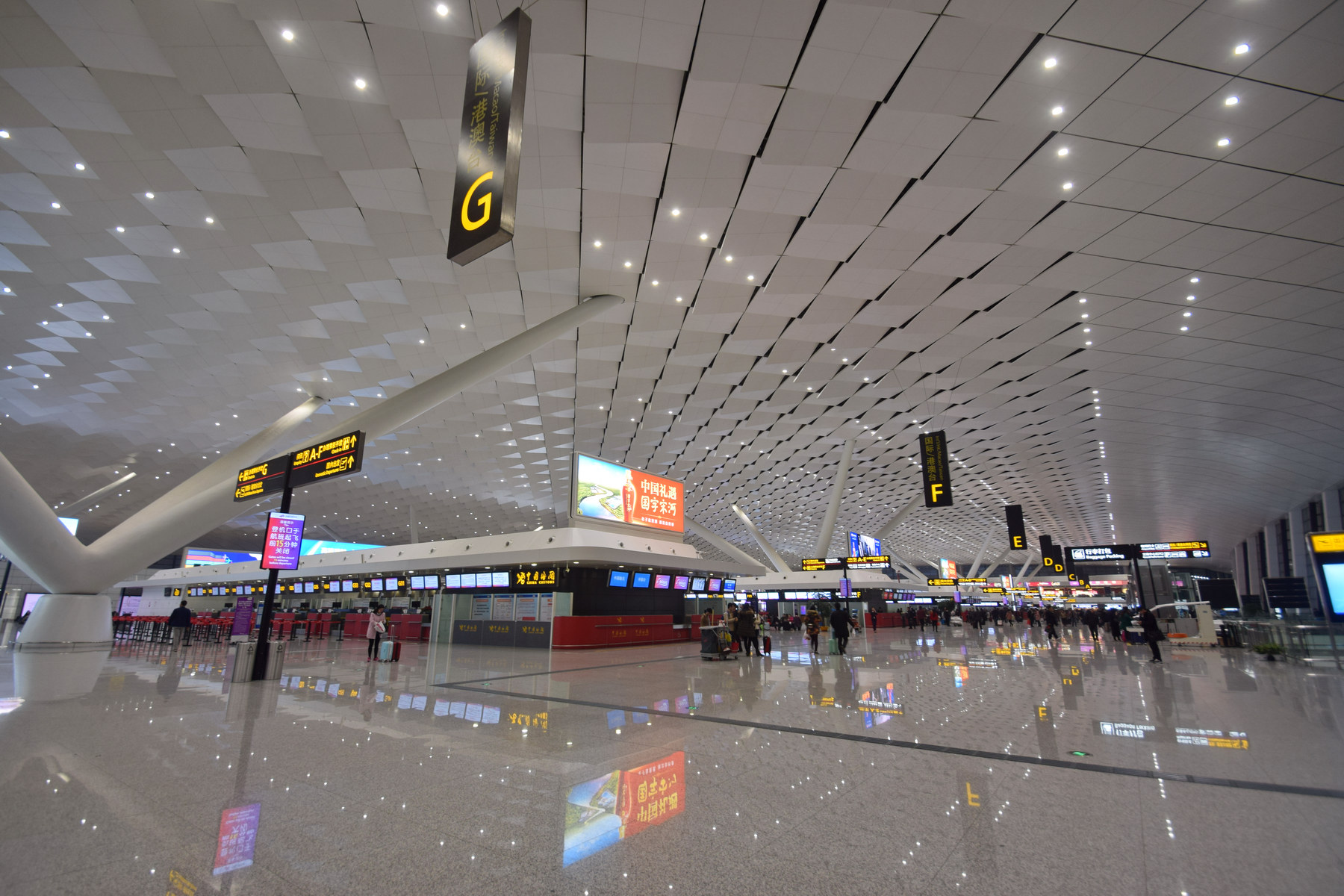
新郑机场T2航站楼出发大厅

郑州新郑国际机场为河南省的主要门户机场，也是中部六省客货运吞吐量最大的机场。省内其他的民用机场包括南阳姜营机场、洛阳北郊机场和信阳明港机场。
- 已投入运营的民用机场：郑州新郑国际机场、南阳姜营机场、洛阳北郊机场、信阳明港机场、安阳红旗渠机场。
- 规划中的民用机场：商丘机场、濮阳翔龙机场、周口机场（已报批）、平顶山尧山机场（选址中）、潢川机场（已报批）。
- 军用机场：开封军用机场、商丘军用机场、焦作军用机场、驻马店李新店一级永备军用机场。

### 水运
河南省河流众多，但有运输能力的并不多，多数河流由于上游的水库而成为季节河。
- 黄河：洛阳下游部分时节有通航能力。
- 淮河：信阳地区尚有通航能力，淮滨饮马港坐拥淮河主航道，是河南最大的港口。
- 丹江：有水库，常年具有通航能力。
- 沙颍河：2005年恢复常年通航能力。

### 城市轨道交通
河南省只郑州、洛阳两座城市拥有地铁。
截至2024年12月，郑州地铁有13条运营线路，总长度为450公里，远景规划近970公里。洛阳地铁于2017年开始施工，目前一号和二号线运营中。

## 文化
2008年出版的55卷《中原文化大典》，从一论“总论”、八典“学术思想典、文学艺术典、科学技术典、教育典、民俗典、文物典、人物典、著述典”、一记“大事记”

### 学术思想
- 哲学：中原哲学是中国哲学之根。[原創研究？]先秦时期中原地区产生和发展了道家、儒家、墨家、法家、名家、杂家等思想流派，魏晋时期的玄学、中国封建社会后期的统治思想“理学”亦主要奠基于河南。近代哲学大家冯友兰是新理学的创始人，最早开展中西哲学比较研究。
- 经学：汉学和宋学是经学的两大门派，汉代今文经学在河南的代表有京氏易学、大戴礼、小戴礼等，古文经学在河南的代表有服虔注左传、郑兴郑众注周礼等。宋学在河南的代表有邵雍的“象数学”、两程的“洛学”、张载的“关学”。清代汉学复盛，河南以武亿的金石学成就最高。[原創研究？]
- 史学：《二十四史》中河南人参与著述的主要有，褚少孙续《史记》，范晔著《后汉书》，李延寿著《南史》、《北史》，薛居正修《旧五代史》，宋祁修《新唐书》。荀悦的《汉纪》是中国第一部编年体断代史。王象的《皇览》是中国第一部类书。吴兢的《贞观政要》是一部影响深远的政论性专史。以董作宾、尹达、石璋如为代表的殷墟发掘参与者为中国现代考古学的建立作出了贡献，姚从吾是实证史学的代表人物，郭廷以是中国近代史研究的奠基者，黎东方是细说体讲史的创始人。
- 小学（语言文字学）：许慎的《说文解字》是中国第一部字典，开创了说文学。守温创制三十字母，归纳了唐代的声母系统。丁度主持修撰的《集韵》是中国收字最多的一部韵书。现代语言学家丁声树主持编纂了影响广泛的《现代汉语词典》。

### 科学技术
近代以来，河南这片古老热土上的传统科学技术也开始逐步融入世界科技发展的潮流，并涌现出一批享誉中外的科学家。
- 数学：张苍对于《九章算术》的整理，使其成为世界古代数学名著之一。一行主持的大衍历“历千古而无差”。朱载堉是世界上第一个正确解答等比数列问题的人，也是第一个运用算盘开方的人。当代著名数学家侯振挺关于马尔可夫过程的研究成果被称为“侯氏定理”，曾获英国皇家学会戴维逊奖。
- 物理学：《墨经》是先秦的一部重要科学典籍，在力学、光学方面有重要创见。开封作为宋朝国都，中原科学家对指南针的制造和传播起到重要作用。[原創研究？]当代著名物理学家袁家骝、崔琦等人为物理学发展做出了重要贡献，崔琦以“电子流体现象的发现”获诺贝尔物理学奖。
- 化学：河南是中国最早生产陶瓷的地区，技术水平长期居于全国领先地位。宋代东京已设立国家火药工厂，并直接应用于实战。当代化学家高济宇、梁晓天等在有机化学、有机化学波谱学等方面做出了奠基性的贡献。
- 天文学：《石氏星经》是中国最古老的星图，也是世界最早的恒星表。周公测景台、登封观星台等是河南重要的天文观测遗址，张衡制作的浑天仪、一行制作的浑天俯视仪是当时先进的天文仪器。
- 地学：朱赣的《地理书》、桑钦的《水经》、玄奘的《大唐西域记》均是中国古代地理学的经典著述。张衡发明的候风地动仪是世界最早的地震观测仪器。当代河南地质学家辈出，孙健初、潘钟祥在陆相生油理论的理论创建和实践方面做出了重要贡献，张伯声、冯景兰、谷德振、李春昱等在地质力学、矿床学、地质构造理论等方面建树颇多。
- 生物学：《救荒本草》和《植物名实图考》是中国古代生物学的名著。著名动物学家秉志是中国近代生物学的主要奠基人，方心芳是中国工业微生物学的重要开拓者。
- 医药学：医圣张仲景是中医临床理论、方剂学的奠基人，金元四大家之一的张从正发展了攻邪学说。当代著名医学家有医学教育家张静吾、中医名家赵锡武、心脏外科专家朱晓东等。
- 农业生产技术：中原地区在农业作物栽培、生产工具和耕作技术方面，长时期居于全国领先地位。汉代畜牧业专家卜氏、元代编纂《农桑辑要》的农学家畅师文等，为中国古代农学发展做出了贡献。当代著名农学家有水稻育种专家赵连芳、小麦育种专家赵洪璋等。
- 水利工程技术：汉代杜诗发明了利用水力鼓动风箱的水排。宋礼、张伯行、黎世序等治河名家发展了古代中国的治水技术。阎振兴是当代著名水利工程专家。
- 纺织技术：河南长期居于古代纺织业中心的地位，襄邑（今睢县）自东汉直至明清，素以织锦闻名。
- 采矿冶金技术：中原是古代青铜文明的中心，汉代中原地区是全国冶铁中心。当代著名冶金专家有曾任北京钢铁学院院长的张文奇、美国材料学家张永山等。
- 建筑工程技术：东汉洛阳城、北魏洛阳城、隋唐洛阳城、宋开封城均是都城规划的代表之作。李诫的《营造法式》是古代最完整的建筑技术书籍。当代著名建筑学家有杨廷宝、冯纪忠等。
- 交通运输技术：春秋战国时期，中原地区已形成颇具规模的水陆交通系统。唐宋时期，形成了以中原水系为中心的运河网络。洛阳天子驾六遗址是古代皇帝车制的体现，宋代的计里鼓车是中国古代车器的代表。

### 文学艺术
- 文学：先秦时期的《诗经》中的《国风》主要产生于中原地区，诸子之中以《庄子》的文采最盛。汉魏文章半洛阳，李斯、贾谊、蔡邕、阮籍、谢灵运、庾信等各领风骚数百年。唐诗大家，胥出中州，诗圣杜甫、诗魔白居易、诗豪刘禹锡、诗鬼李贺、诗谜李商隐以及“唐宋八大家”之首的韩愈，是辉煌灿烂的中原唐代文学的代表。以宋词名家贺铸、史达祖，元曲名家郑廷玉、宫天挺，前七子代表人物李梦阳、何景明，清初古文三大家之一侯方域、小说巨作《歧路灯》作者李绿园为代表，延绵中原文脉近千年。新诗双星徐玉诺、于庚虞，小说名家师陀、姚雪垠、李准，散文大家曹靖华，剧作名家白桦，文艺评论家王实味等是近现代河南文学的杰出代表。当代文学豫军创作活跃，如刘庆邦、刘震云、阎连科等。
- 书法：“碑学”肇始于河南，代表者如李斯的小篆、隶楷之极郑道昭。“帖学”的代表，如蔡邕的飞白书、行书之祖刘德升、正书之祖钟繇、赵佶的“瘦金体”、“神笔”王铎。书论名著，如庾肩吾的《书品》，孙过庭的《书谱》。
- 绘画：洛阳墓室壁画、南阳画像石是早期中原绘画艺术的代表。“画圣”吴道子是人物画一代宗师。荆浩、郭熙、李唐、朱德润均是北派山水画的代表。宗炳的《画山水序》、郭熙的《林泉高致》是中国画论的代表作。
- 戏曲曲艺：主要剧种有豫剧、曲剧、越调等。主要曲种有河南坠子、河洛大鼓、大调曲子等。
- 音乐：贾湖骨笛，体现了中原先民在音乐上的杰出创造。洛阳是周公制礼作乐之地，以“郑卫之音”为代表的俗乐与雅乐并行不悖。在蔡邕、蔡文姬父女、竹林七贤等推动下，文人音乐兴起。李龟年是唐代乐坛盛世的代表，乐圣朱载堉创制的十二平均律是中国乐律学的集大成之作。

### 民俗
- 口头文学：民间神话，如盘古神话（泌阳）、伏羲神话（淮阳）、女娲神话（济源）、夸父神话（灵宝）等。民间传说有牛郎织女传说（南阳）、孟姜女传说（杞县）、梁祝传说（汝南）、白蛇传传说（鹤壁）等。
- 工艺美术：淮阳泥泥狗、浚县泥泥咕、汴绣、朱仙镇木版年画、镇平玉雕等。
- 食俗：中原一带，一般采用三餐制。民间称上座为上席，一般来说，以房子的坐向为尊位，如北屋坐北朝南为上席，南屋坐南朝北为上席。中原人习惯以面食为主食，副食主要有肉、蛋、蔬菜三类。中原民间菜呈现出既重实在丰富、又重花样和味道的豫菜特征。风味饮食如“洛阳水席”、“开封小吃”等。
- 民居：宅院是中原民居的基本形态。宅院的所有房子中，正房是最重要的。东厢房比西厢房重要，南屋一般不住人，用作仓库、牛棚。豫东、豫北地区的四合院、豫西地区的靠崖窑洞与地坑院建筑以及豫南地区的抬梁式与穿斗式建筑构架的巧妙结合型民居，代表了河南不同地区的民居建筑特色和丰富多彩的类型。

### 文物

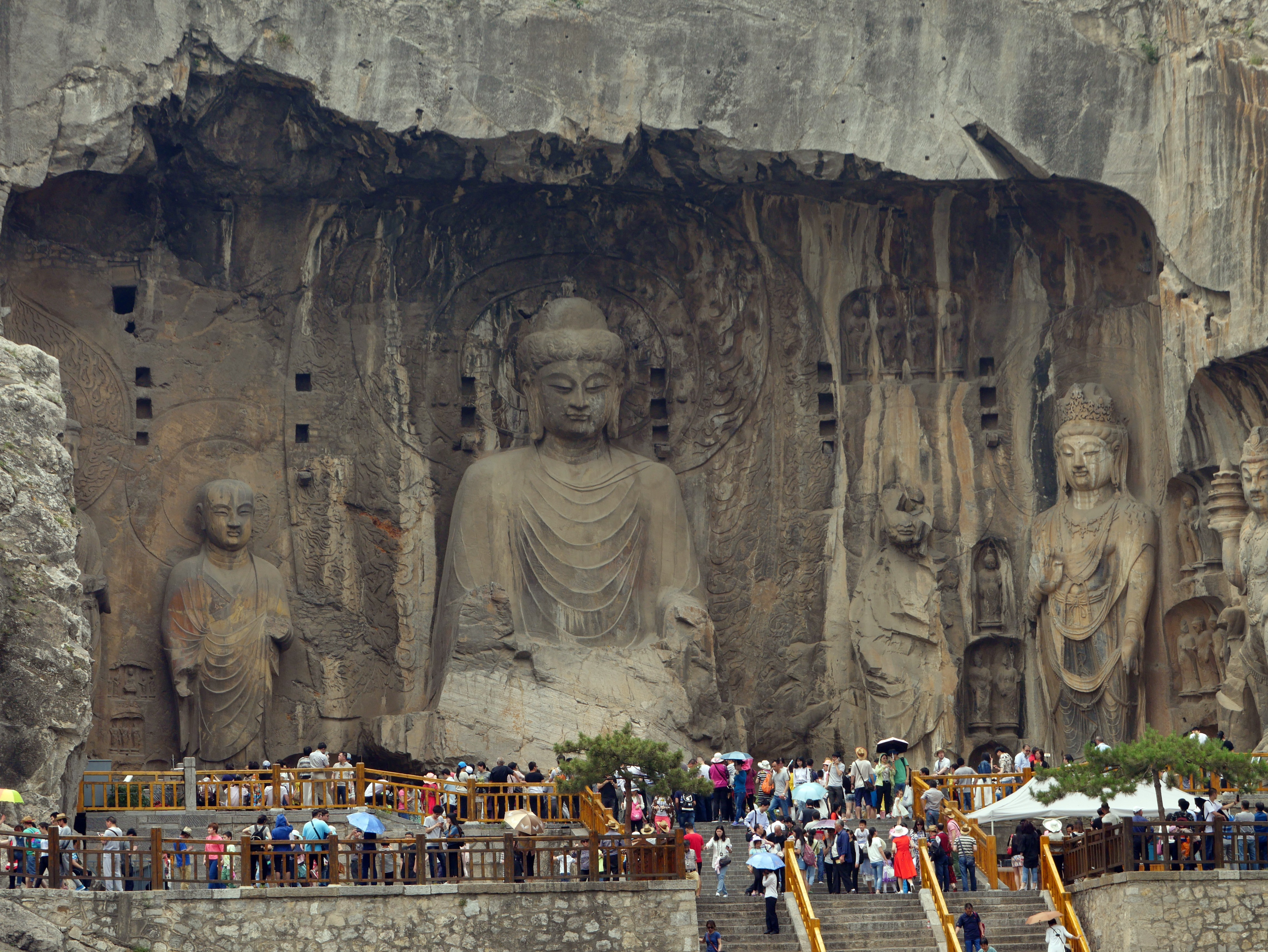
龙门石窟

- 古人类·旧石器：杏花山南召猿人遗址、安阳小南海古人类洞穴遗址、灵井许昌人遗址等。
- 聚落：裴李岗文化（新郑裴李岗聚落遗址、舞阳贾湖聚落遗址）、仰韶文化（渑池仰韶村聚落遗址、郑州大河村聚落遗址）、龙山文化（陕县庙底沟聚落遗址、安阳后冈聚落遗址）等。
- 城址：龙山时代（登封王城岗城址、新密古城寨城址、淮阳平粮台城址）、夏商时代（二里头遗址、偃师商城遗址、郑州商城遗址、安阳殷墟)、两周时代（西周洛邑城址、洛阳东周王城、新郑郑韩故城）、汉魏洛阳城、隋唐洛阳城、宋东京城等。
- 陵寝墓葬：太昊陵、颛顼帝喾陵、东汉帝陵、关林、北魏帝陵、北宋帝陵、明潞王坟、袁林等。
- 古文字：殷墟甲骨文、殷墟金文、温县盟书、信阳长台关楚简等。
- 陶塑：汉明器、唐三彩等。
- 瓷器：官窑、汝窑、钧窑等。
- 青铜器：司母戊鼎、莲鹤方壶、长台关楚墓编钟、淅川编钟等。
- 石窟与石刻造像：龙门石窟、巩义石窟寺、浚县大伾山大佛等。
- 建筑：开封祐国寺塔、开封禹王台、南阳府衙、内乡县衙、社旗山陕会馆、河南楚长城、太室阙、少室阙、启母阙等。
- 历史文化名城：国家级的有洛阳、开封、安阳、南阳、商丘、郑州、浚县、濮阳八座。

### 地方文献
- 方志修纂：《南阳风俗传》是中国最早的一部地方志，《洛阳伽蓝记》、《东京梦华录》是两部著名的都城专志。河南省志始修于明成化二十二年（1486年），称《河南总志》，再修于嘉靖三十五年（1556年），称《河南通志》。清代五修，分别为顺治十七年（1660年）《河南通志》、康熙九年（1670年）《河南通志》、康熙三十四年（1695年）《河南通志》、雍正十三年（1735年）《河南通志》、乾隆三十二年（1767年）《续河南通志》。从民国3年（1914年）到民国33年（1944年），中州文献征集处、河南通志局（河南通志馆）先后主持河南省志修纂，全书未成，民国十八年（1929年）草草编出《河南新志》稿。1997年，《河南省志》（65卷）出版。
- 文献总集：元好问《中州集》、刘昌《中州名贤文表》、周在浚《访求中州先贤诗文集目》、苏源生《国朝中州文征》、李敏修《中州诗征》，中州古籍出版社《中州文献丛书》、《中州名家集》等。
- 人物总录：孙奇逢《中州人物考》、李敏修《中州先哲传》等。

## 旅游

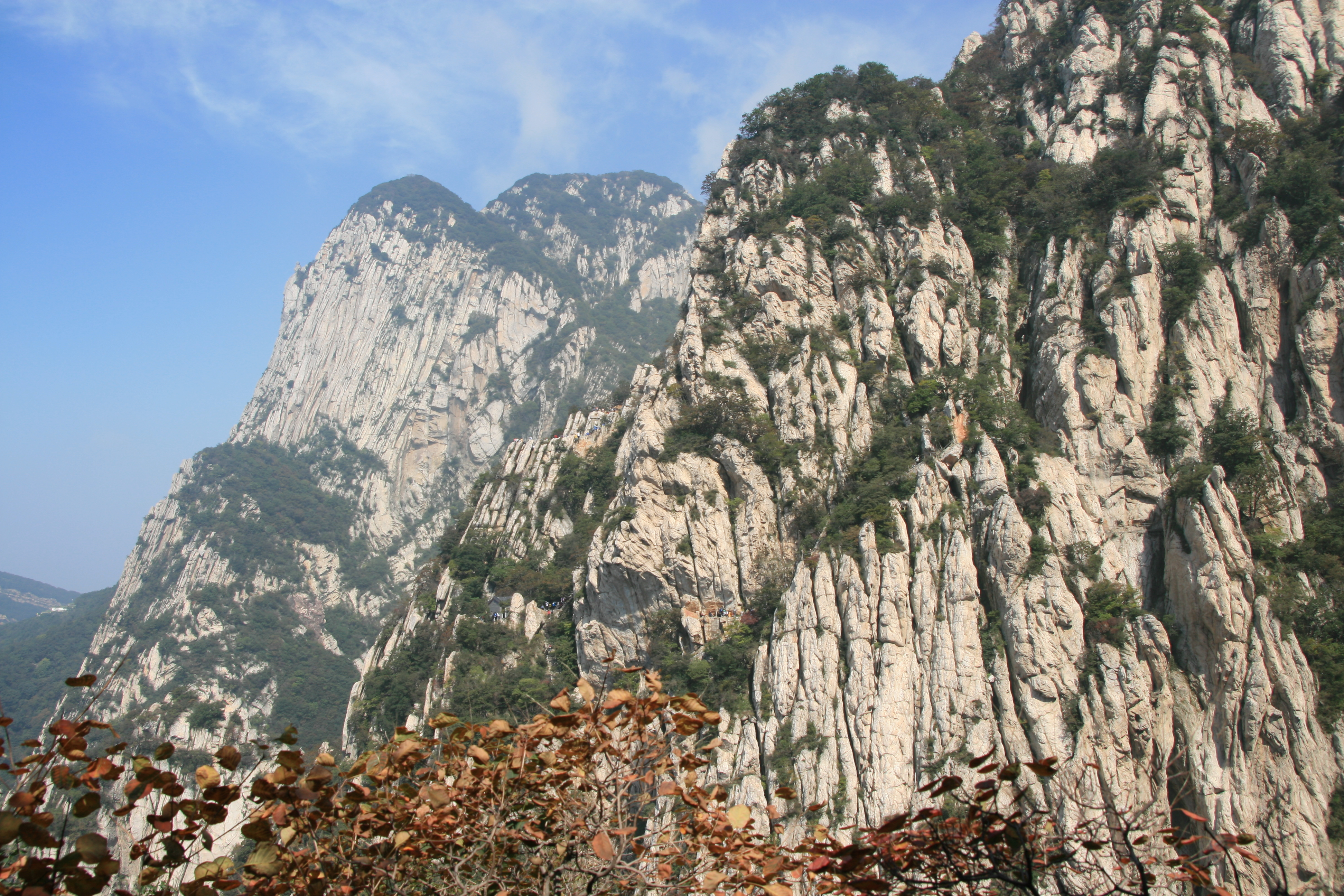
嵩山

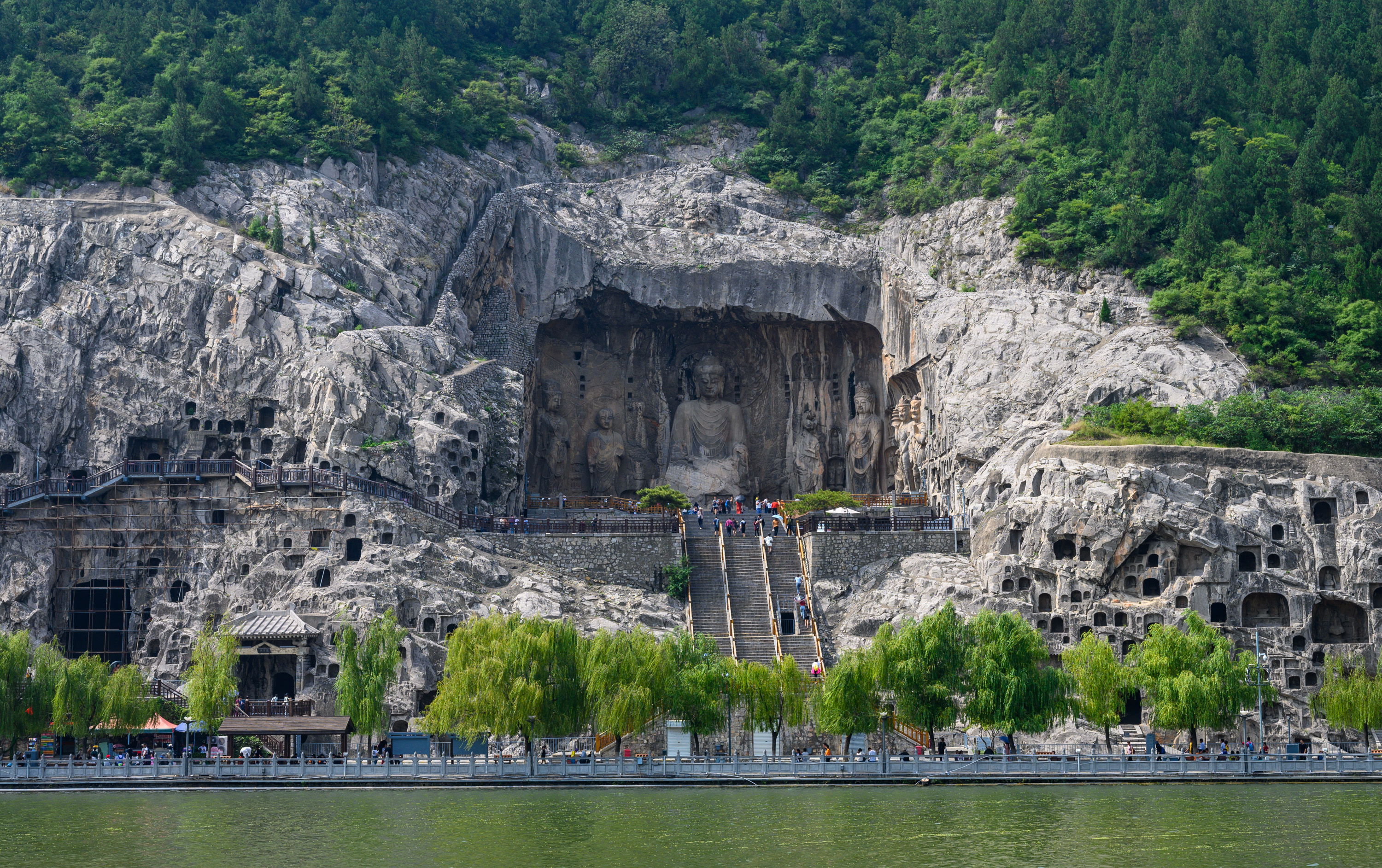
洛阳龙门石窟

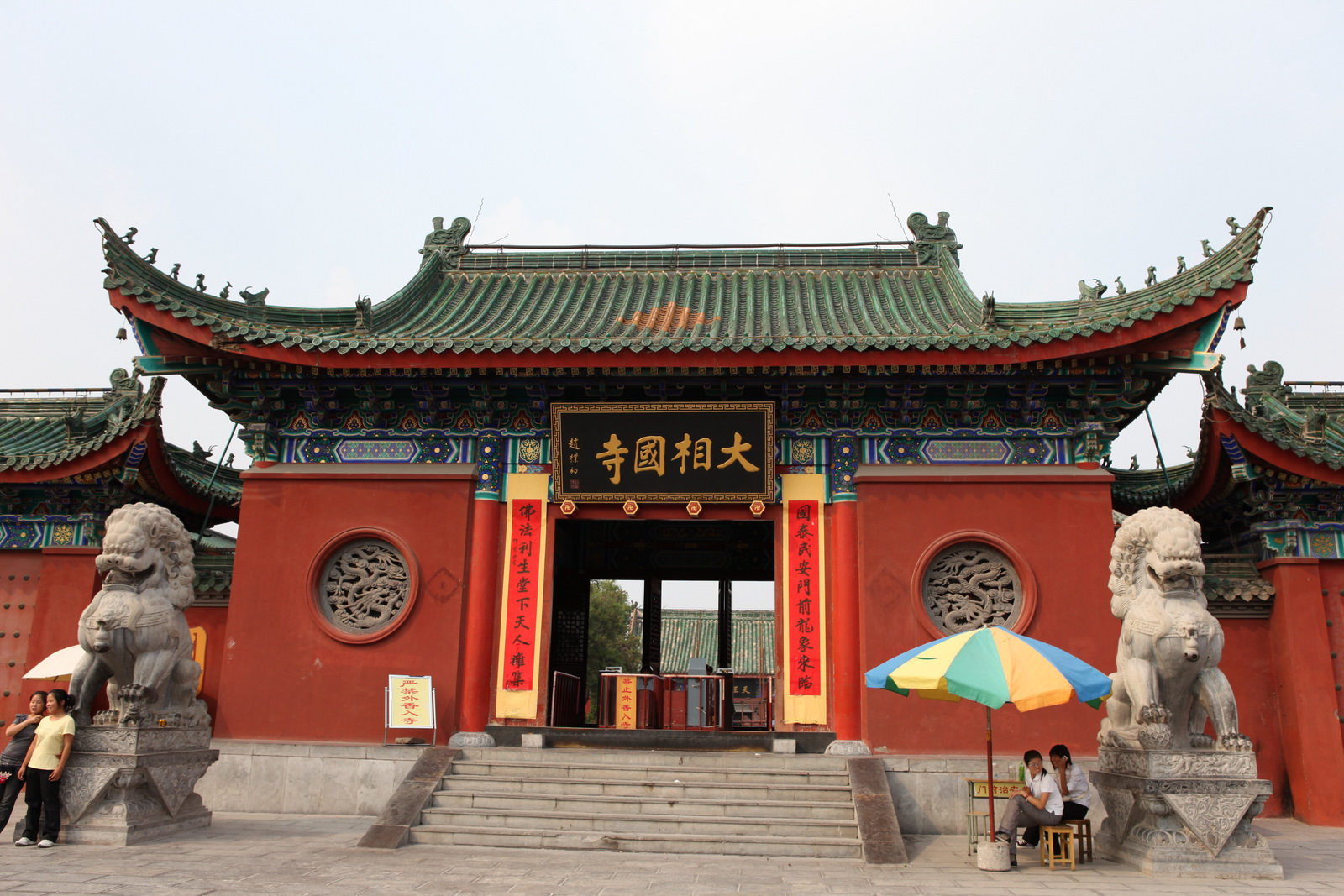
大相国寺

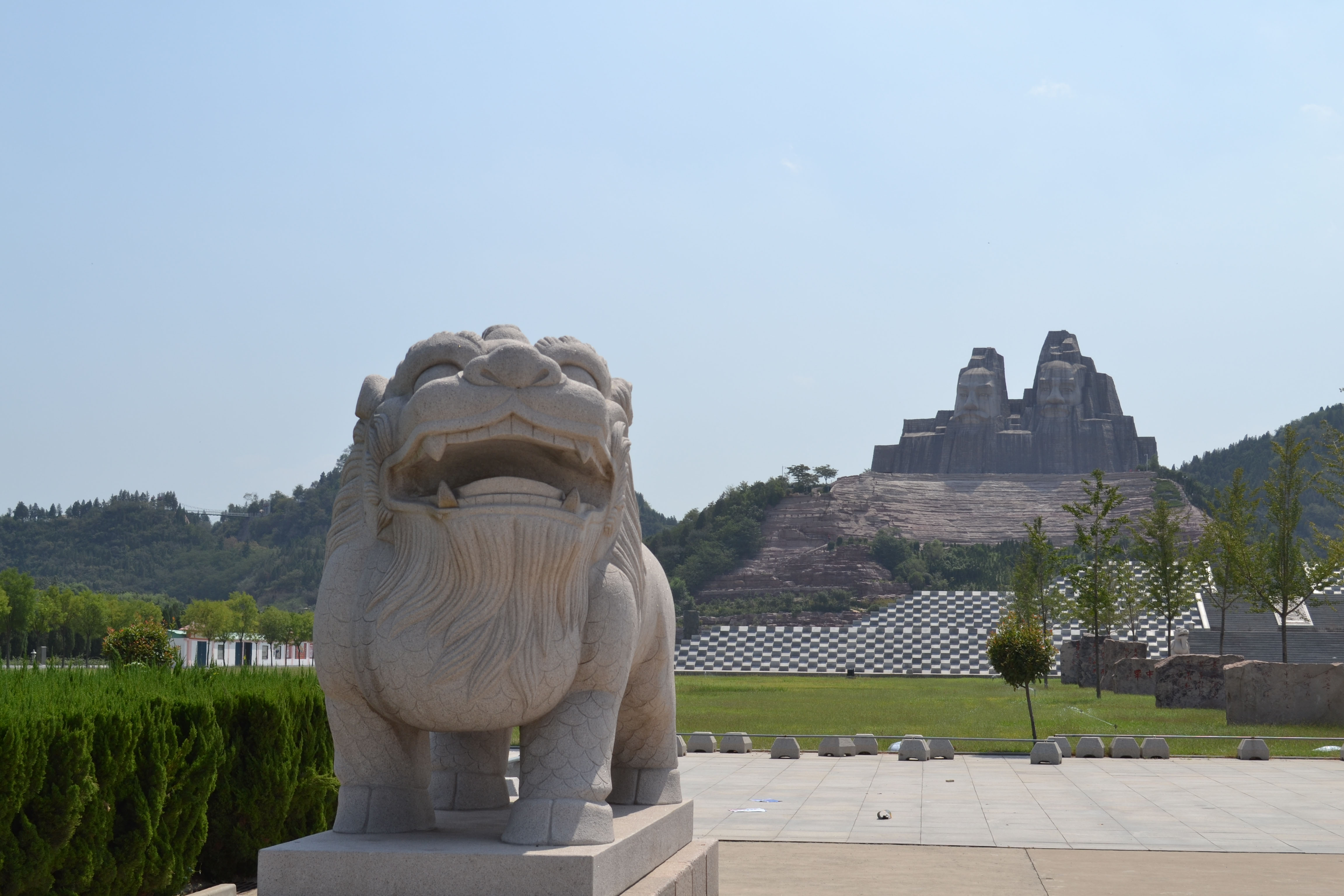
郑州黄河风景名胜区

“中国八大古都”，河南有其四：郑州、洛阳、开封和安阳。他们都是中华历史文化古都，河南著名的旅游城市。
- 嵩山——位于登封附近，是五岳中的中岳。
- 少林寺——位于嵩山，少林武功的发源地。2010年与嵩山建筑群天地之中集体入选世界文化遗产。
- 龙门石窟——在洛阳附近，2000年被联合国列为世界文化遗产。
- 白马寺——在洛阳附近，是佛教传入中国后由官方营造的第一座寺院，在中国佛教史上占有重要历史地位。
- 香严寺——位于位于南阳市淅川县仓房镇西北部的白崖山中，始建于唐代，历史上是大唐国师慧忠的道场。
- 关林——位于洛阳关林镇，是关羽首级埋葬之处。为海内外三大关庙之一，是中国唯一的“冢、庙、林”三祀合一的古代经典建筑群。
- 曹操高陵——位于安阳市安阳县安豐鄉，是曹操陵墓所在地，于2009年12月27日得到考古确认。
- 大相国寺——位于开封，是中国汉传佛教十大名寺之一，原是战国四公子之一的魏信陵君故邸。
- 鸡公山——位于信阳市南部省界的避暑名山。是中国四大避暑圣地之一。
- 花洲书院——位于邓州，是范仲淹的岳阳楼记的发源地。
- 殷墟——位于安阳，是商朝的都城文化遗址，现在建有殷墟博物院。2006年7月13日，在联合国教科文组织第30届世界遗产大会上被列入《世界遗产名录》。
- 石人山——位于平顶山市鲁山县，地处伏牛山东段，总面积达268平方公里，主峰玉皇顶海拔2153.1米。石人山古称尧山，因尧孙刘累为祭祖立尧祠而得名。战国时墨翟降世于尧山脚下。2009年重新更名为尧山。
- 云台山——位于焦作修武县境内，以独具特色的“北方岩溶地貌”被列入首批世界地质公园名录。同时又是河南省唯一一个集国家重点风景名胜区、国家AAAAA级景区、国家地质公园、国家森林公园、国家水利风景名胜区、国家猕猴自然保护区七个国家级于一体的风景名胜区。
- 重渡沟——位于洛阳市栾川县境内，国家AAAA级景区，有“北国水乡”之誉。
- 上清宫——位于洛阳，上清宫始建于唐代，初称老君庙，中国第一家国立道教观。
- 玄奘故里——位于河南偃师市。
- 二里头遗址——位于偃师市翟镇镇二里头村，此处即夏朝都城斟鄩故址。所出青铜器如刀、爵、铃、镞等，是中国目前所见最早的青铜器。二里头遗址范围广大，遗存丰富，地层关系清楚，对探索夏文化具有极为重大的意义。
- 仰韶遗址——位于洛阳城西75公里处渑池县仰韶乡仰韶村。是中国新石器时代文化的重要遗址。著名的仰韶文化即以1921年首先于此处发现而得名。
- 神都洛阳是中国牡丹的故乡，相传武则天将牡丹从长安贬到洛阳，因此在洛阳落根，被洛阳的魏、姚等家族培育出“魏紫姚黄”等各种品种，在洛阳发展壮大。欧阳修云：“洛阳地脉花最宜，牡丹尤为天下奇”。洛阳从1983年开始每年在花开时节举办“洛阳牡丹花会”。
- 信阳毛尖是中国十大名茶之一。苏东坡云：“淮南茶，信阳第一。”信阳市从1992年起，每年在采茶时节举办“信阳茶文化节”。
- 河南博物院——前身是冯玉祥于1927年倡导筹建的位于开封的河南博物馆。1990年代时在郑州建设新馆，经过对中原石刻艺术馆与河南省博物馆的合并后，取名为“河南博物院”。
- 中国文字博物馆——位于安阳市，是全球第一个以文字为主题的国家级博物馆。
- 南阳伏牛山世界地质公园——位于南阳市西北，是经过了数亿年漫长的地理演化时期而形成了当地特殊的地质风貌。
- 郑州黄河风景名胜区——位于郑州市西北部三十公里，北临黄河，南靠岳山，东西南北宽约5公里。标志性建筑为中华炎黄二帝巨型塑像，该景区最终被列入中国国家级风景名胜区和中国国家4A级旅游景区。

## 教育

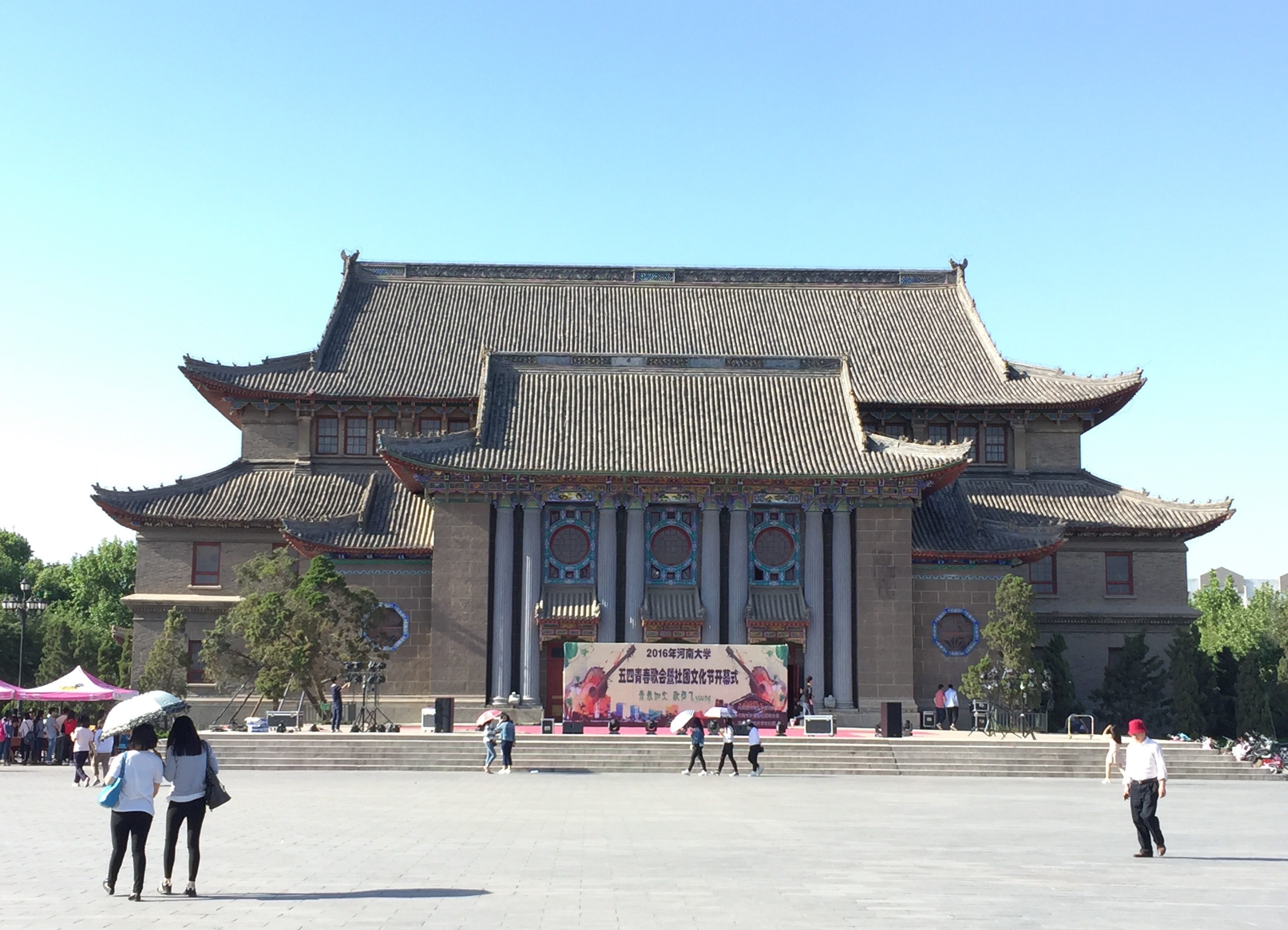
河南大学（1912年立校）

古代河南是中国教育最为发达的地区之一，洛阳太学创办于公元29年（东汉建武五年），止于公元534年（北魏永熙3年），历时500多年，是中国历史上规模最大、人数最多、时间最长的中央大学。科举制度由隋炀帝于河南洛阳创立，清代在河南开封举行了最后两次全国会试。
宋代至清末，私人书院遍布全省，著名的如应天府书院、嵩阳书院、百泉书院等。据郑州大学教授王兴亚统计，中国歷朝历史上共诞生了557名状元，其中河南共有49位状元，唐代20人、宋代24人，金代、元代各1人，明代2人，清代1人。唐代河南状元占全国状元总数的14.5%，北宋时更占到34.3%，均居各省之首。宋室南迁以前是河南教育最辉煌的时期。清代固始籍的吴其濬是中国状元史上唯一的科学家。
中华民国时期，河南省教育资源在国内相对比较丰富，河南大学更是国内知名重点大学。
中华人民共和国成立后，河南高等教育遭受重创。例如，经过院系调整之后的河南大学，从建国前国内的一流大学沦落为一般大学。同时国家对河南教育投入甚少，比如全国211工程大学中河南仅有一所（郑州大学），985工程的大学河南全省没有一所，这些与河南人口资源严重相背，再加上中国高考制度存在的弊端，使得河南考生深受其影響。
为了支持河南省高等教育，2005年起中华人民共和国教育部决定与河南省人民政府共建郑州大学、河南大学在内的10所左右河南省高校。2011年，中华人民共和国国务院在《国务院关于支持河南省加快建设中原经济区的指导意见》指出“支持郑州大学、河南大学创建国内一流大学”。2017年，郑州大学、河南大学分别进入中国“双一流”世界一流大学和世界一流学科建设高校。2018年，河南省政府工作报告指出，“将加快郑州大学、河南大学“双一流”建设，推动高等教育内涵发展，提升特色骨干大学办学水平，推动符合条件的普通高校向应用技术型转变。积极推进国内外名校来豫合作办学。”
| 郑州大学     | 河南大学       | 商丘学院         | 华北水利水电大学     | 河南农业大学 | 河南理工大学           |
| 河南科技大学 | 河南师范大学   | 河南工业大学     | 河南城建学院         | 黄河科技学院 | 郑州大学西亚斯国际学院 |
| 中原工学院   | 河南中医药大学 | 新乡医学院       | 信阳师范学院         | 南阳师范学院 | 安阳师范学院           |
| 商丘师范学院 | 洛阳师范学院   | 洛阳理工学院     | 河南财经政法大学     | 南阳理工学院 | 周口师范学院           |
| 许昌学院     | 安阳工学院     | 平顶山学院       | 郑州航空工业管理学院 | 中国民航学院 | 郑州轻工业学院         |
| 河南工学院   | 河南科技学院   | 新乡学院         | 河南工程学院         | 郑州师范学院 | 信阳学院               |
| 信阳农林学院 | 黄淮学院       | 河南牧业经济学院 | 商丘工学院           |              |                        |

## 体育

### 少林武术
郑州在2004年举办了首届“世界传统武术节”。

### 太极拳
位于焦作温县的陈家沟是陈氏太极拳的发源地。2004年起举办“焦作国际太极拳交流大赛”。

### 围棋
涌现出汪见虹、王冠军、王海钧、马石、刘小光、周鹤洋、王檄等著名棋手，2005年洛阳籍棋手专业段位总和达到一百段。成为继上海市之后的第二个职业棋手段位总和超百段的城市。2013年第17届LG杯世界棋王赛上洛阳籍棋手时越获得世界冠军，这是河南的首个围棋世界冠军。

### 职业队
- 男子篮球，河南赊店老酒
- 女子篮球，河南豫光金铅
- 男子足球，河南酒祖杜康
- 女子足球，河南徽商女足
- 男子五人制足球，河南建业
- 棒球，河南四季胖哥
- 男子排球，河南天冠
- 女子排球，河南奥瑞克电梯
- 围棋，河南围棋队
- 中国象棋，河南楚河汉界天伦

## 宗教
河南宗教（2012）
根據2012年的一項調查，只有大約13％的河南人口屬於有組織性的宗教，最大的群體是佛教徒，佔6.4％，其次是新教基督徒佔5.6％，穆斯林占1.3％，公教基督徒佔0.5％。河南有中華人民共和國最大的基督宗教信徒人口 ，截至2012年，河南基督徒人口占有6.1％，為中國基督教大省之一。報告沒有提供其他宗教的統計數字；86％的人口無宗教或信奉中國民間宗教，儒教，道教和中國秘密宗教。根據2007年的一項調查，大約8％的河南人有祖先崇拜。

### 道教
东汉时期张道陵创立五斗米道时，设“治”为基本传教单位，河南北邙就是一个传道点，张道陵亦曾在此隐居修道。张鲁投降曹操后，与大批教徒随从迁往邺城，使五斗米道在河南传播开来。西晋时，中原地区兴起了“帛家道”，建有道观二百余所。唐玄宗崇信道教，加封老子尊号为大圣祖玄元皇帝，以《道德经》为科举考试科目，又敕令西安、洛阳等地广建宫观，供奉老君。高宗皇帝还亲自到老子故里鹿邑祭奠，诏于鹿邑修建紫极宫，各州修建玄元皇帝庙。五代宋初河南道士陈抟，以传统的道家学说为核心，吸收儒家、佛教的思想，构成一套系统的内丹理论，为宋元道教内丹派的形成奠定了基础。北宋时期，统治者仿效唐朝，尊奉道教神赵玄郎为王室始祖，尊封为“圣祖上灵九天司命保生天尊大帝”，封老子为“太上老君混元上德皇帝”，诏于开封修建道教宫观。由于北宋道教有浓重的官方色彩，各宫观使均由朝廷命官担任，开封成为道教的中心。金元时期，卫州（今河南卫辉）人萧抱珍创立的“太一道”，传播广泛，深受统治者赏识，但是因为其教义过于简单，教主文化素养又低，不能尽括道教传统，于是很快被王重阳所创的全真教取代。全真道在兴起后，七个弟子各传一派，其中以邱处机、谭处端、孙不二、刘处玄为首的四派以河洛为传教祖庭，河南是全真道重要传播地。
河南道教遗迹遍布，著名的有：
- 鹿邑太清宫，道教鼻祖老子诞生之地；
- 洛阳北邙函谷关，老子西行并作《道德经》之地；
- 中岳嵩山，众多名道隐居之地；
- 济源王屋山，天下第一洞天；
- 唐州桐柏山，著名道教福地；
- 灵宝亚武山，真武大帝出家之所；
- 沁阳二仙庙，上清派的宗源地；
- 开封重阳观，全真教祖庭；
- 此外还有阳台宫、中岳庙、天宝宫、吕祖祠、碧霞宫、奉仙宫、函谷观、青龙宫、遇险观、嘉应观等大大小小的宫观庵堂遍布河南名山大川、闹市僻野。

### 佛教

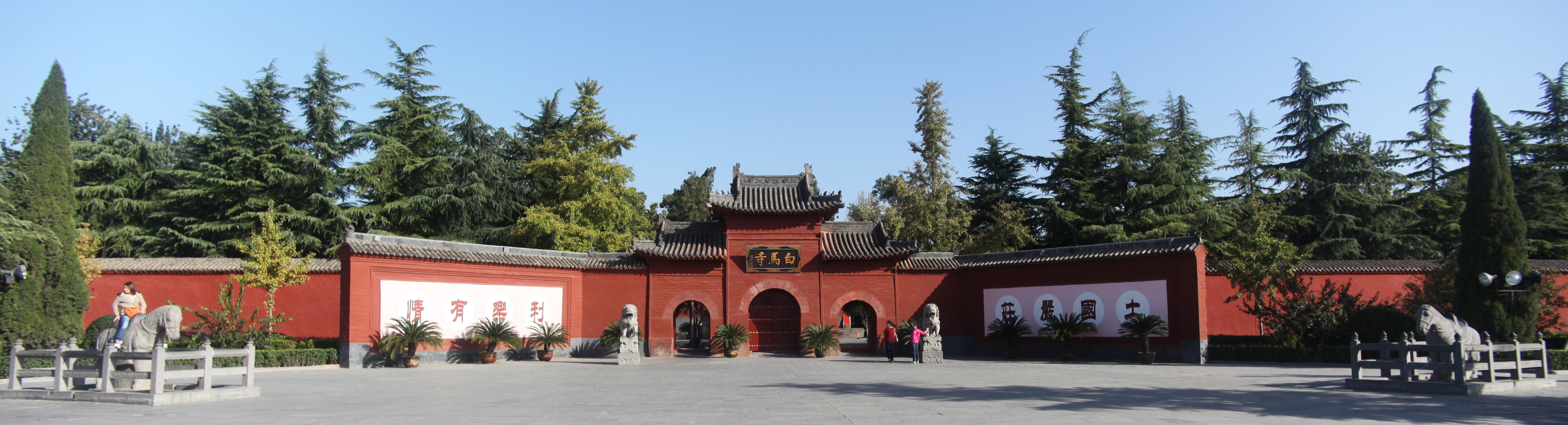
白马寺全景图

白马寺是佛教传入中国后由官方营造的第一座寺院。创建于东汉永平十一年（68年）。从白马寺始，中国僧院便泛称为寺，白马寺也因此被认为是中国佛教的发源地。历代高僧甚至外国名僧亦来此览经求法，所以白马寺又被尊为“祖庭”和“释源”。
汉传佛教的一支—禅宗相传中国禅为菩提达摩（南北朝时期南天竺人）创立。达摩于北魏末年首先活动于洛阳（今河南洛阳市），后来来到嵩山（今河南登封市）少林寺，面壁九年修持佛法，修习禅定，倡二入四行之禅修原则，以《楞伽经》授徒，后世以达摩为中国禅宗初祖，以嵩山少林寺为禅宗祖庭，嵩山少林寺并有“天下第一名刹”之称。达摩在少林寺有嗣法弟子慧可、道育等，僧璨为再传。璨弟子为道信。信弟子弘忍立东山法门 ，为禅宗五祖。门下分赴两京弘法，名重一时。其中有神秀、惠能二人分立北宗渐门与南宗顿门。神秀住荆州玉泉寺 ，晚年入京，为三帝国师，弟子有嵩山普寂、终南山义福；惠能居韶州曹溪宝林寺，门下甚众，以惠能为六祖。时称"南能北秀"。北宗主张"拂尘看净"的渐修，数传后即衰微；南宗传承很广，成为禅宗正统，以《楞伽经》、《金刚经》、《大乘起信论》为主要教义根据，代表作为《六祖坛经》。

### 基督教

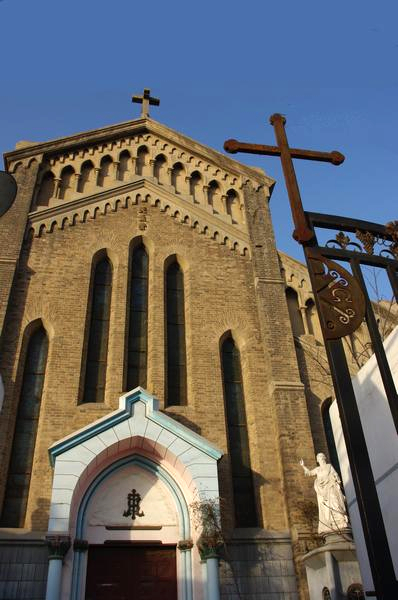
开封耶稣圣心主教座堂

1884年，中国内地会将基督教传入河南周口。随后，路德会、加拿大长老会、基督复临安息日会等西方差会陆续进入河南。1949年基督教在河南约有5万信徒。文革结束以后，河南的基督徒人数呈爆炸式增长，到1990年代超过浙江，成为中国基督徒最多的一个省份，最低估计人数超过200万。合法的聚会场所有数千处。地下的家庭教会也非常活跃。河南也是被政府取缔的宗教组织东方闪电（全能神）的发源地。
1946年，罗马天主教在河南教省设立开封总教区管理天主教事务。开封市区内的耶稣圣心主教座堂，又名理事厅天主教堂，是天主教开封总教区的主教座堂。该教堂由意大利米兰外方传教会神父潭维新（Noe-Joseph Tacconi，1873年—1942年）主建于清末，是河南省最大的天主教堂和最大的天主教建筑。

## 政治

### 地方首长
| 机构与职务 | · 中国共产党 · 河南省委员会 · 书记 | 河南省人民代表大会 常务委员会 主任 | 河南省 人民政府 省长 | · 中国人民政治协商会议 · 河南省委员会 · 主席 |
| ---------- | ---------------------------------- | ---------------------------------- | -------------------- | -------------------------------------------- |
| 姓名       | 刘宁                               | 刘宁                               | 王凯                 | 孔昌生                                       |
| 民族       | 汉族                               | 汉族                               | 汉族                 | 汉族                                         |
| 籍贯       | 吉林省临江县                       | 吉林省临江县                       | 河南省洛阳市         | 甘肃省静宁县                                 |
| 出生日期   | 1962年1月（63歲）                  | 1962年1月（63歲）                  | 1962年7月（63歲）    | 1963年2月（62歲）                            |
| 就任日期   | 2024年12月                         | 2024年12月                         | 2021年4月            | 2023年1月                                    |

## 延伸阅读
[在维基数据编辑]
 《欽定古今圖書集成·方輿彙編·職方典·河南總部》，出自陈梦雷《古今圖書集成》